# プラモデル製造メーカー一覧
プラモデル製造メーカー一覧（プラモデルせいぞうメーカーいちらん）は、現在プラモデルを製造している主なメーカー、および過去に製造していた主なメーカーの一覧である。

## 日本

### 現在活動中のメーカー
アーテック
科学工作：ソーラーミニカー,エアーマグセルカー,他
アート・ストーム
キャラクター：恐竜探険隊ボーンフリー
アールクラフト
鉄道：1/87
青島文化教材社（アオシマ） / スカイネット
航空機：1/72,1/100,1/144,1/700、軍用車両：1/35,1/48,1/72、艦船：1/48,1/60,1/64,1/100,1/150,1/200,1/350,1/700,1/2000,他、車：1/24,1/32,1/72,1/80、バイク：1/12、鉄道：1/45,1/50,1/150、宇宙機：1/32,1/72,1/350,他、建造物：1/150、フィギュア：1/12,1/35、小物：1/12、キャラクター：サンダーバード,キャプテン・スカーレット,新世紀GPXサイバーフォーミュラ,頭文字D,シャコタン☆ブギ,西部警察,踊る大捜査線,湘南純愛組!,GTO,湘南爆走族,荒くれKNIGHT,あいつとララバイ,スプリガン,人造人間ハカイダー,未来少年コナン,蒼き鋼のアルペジオ,艦隊これくしょん -艦これ-,ファンタシースターオンライン2,ロボダッチ,フルメタル・パニック!,マッハGoGoGo,特装機兵ドルバック,機甲創世記モスピーダ,バブルガムクライシス,メガゾーン23,鉄人28号,ジャイアントロボ,真ゲッターロボ 世界最後の日,無敵超人ザンボット3,無敵鋼人ダイターン3,無敵ロボ トライダーG7,伝説巨神イデオン,最強ロボ ダイオージャ,魔境伝説アクロバンチ,亜空大作戦スラングル,テクノポリス21C,勇者王ガオガイガー,無限のリヴァイアス,トップをねらえ!,機動警察パトレイバー,マクロスシリーズ,ゴジラ×メカゴジラ,東方Project,ごきチャ,ペルソナ5,Fate/Zero,バック・トゥ・ザ・フューチャー,バットマン,ナイトライダー,ブルーサンダー,超音速攻撃ヘリ エアーウルフ,怪盗グルーシリーズ,ヒステリック・ミニ,合体シリーズ,超攻戦士ザクレス,戦う男 ウォーウォータンクス!,バクシード,中華キャノン,他
青空プラモ
軍用車両：1/144、キャラクター：架空戦闘機
アクラス（ディークラフト）
鉄道：16番ゲージ（1/80）
AS IF TOY
シャープペンシル：Varacil
アスカモデル（旧タスカモデリズモ / スケール工房ベゴ）
航空機：1/144、軍用車両：1/24,1/35、車：1/24、バイク：1/24、小物：1/24、キャラクター：宮崎駿の雑想ノート,サンリオキャラクター,えとプラモ
アゾンインターナショナル
小物：1/6、キャラクター：アサルトリリィ
annulus（アニュラス）
キャラクター：GRIDMAN UNIVERSE,ひこにゃん,GUILTY GEAR -STRIVE-,干支ノ武者
AMUSING HOBBY（ユナイトジャパン）
航空機：1/48、軍用車両：1/35
アルジャーノンプロダクト
キャラクター：勝利の女神:NIKKE、他
アルター
キャラクター：ボーダーブレイク
アルファマックス / スカイチューブ
キャラクター：ダークアドヴェント,New Continent Machines
アワートレジャー
キャラクター：装甲騎兵ボトムズ,ファイブスター物語
アンジョウハーツ
車：ノンスケール、建造物：ノンスケール、ロボット：ノンスケール、キャラクター：サルビー,フジィール,スヌーピー,ウィンクルちゃん,りさいくん,ホワワくん,きーぼー,きゃぷらもLight、他
イグニッションモデル（IGモデル）
建造物：1/64
池上金型工業
キャラクター：カデンナ
イケギ玩具製作所
航空機：ノンスケール、鉄道：ノンスケール、自転車：ノンスケール
イスペット
自転車：1/6、科学工作：電子工作キット,ロボット工作キット,他
WAVE（ウェーブ）
航空機：1/72、艦船：1/200,1/350、建造物：1/2000、首長竜：1/35、ロボット：1/12、ゲーム筐体：1/12、UFO：1/48、キャラクター：ガンダムシリーズ,ファイブスター物語,マシーネンクリーガー,装甲騎兵ボトムズ,機甲創世記モスピーダ,電脳戦機バーチャロン,サンライズ英雄譚,マクロスシリーズ,攻殻機動隊,帰ってきたウルトラマン,マイティジャック,フランケンシュタインの怪獣 サンダ対ガイラ,メガゾーン23,サクラ大戦,ゼビウス,ギャラガ,メタルスラッグ,機動歩兵,ヴイナス戦記,機甲界ガリアン,バクシード,装甲動物戦記パンツァーティーア,デフォルメのすたるじっくレイルウェイ,他、カスタムパーツ：オプションシステム,ムーバブルボディ,H・ハンガー
ウォルターソンズジャパン
航空機：1/72、軍用車両：1/16,1/72、艦艇：1/200
HMA GARAGE（HMA）
航空機：1/144、キャラクター：ファイヤーフォックス,機動警察パトレイバー,夜光雲のサリッサ,銀河英雄伝説,ウルトラマン80,宇宙からのメッセージ・銀河大戦
エービーモデル
情景：1/32
エクスプラス
フィギュア：1/8、キャラクター：ヴァンピレラ,メトロポリス,シンバッド七回目の航海,シン・ウルトラマン,ガメラシリーズ,ジュラシック・パークシリーズ,半魚人の逆襲,魔人ドラキュラ,原子怪獣現わる,レッドソニア,ミイラ再生,フランケンシュタインの花嫁
えときんモデル
軍用車両：1/35
エヌ小屋
鉄道：Nゲージ（1/150）
エヌティー
ツール：強化プラスチック工具

エブロ（エムエムピー）
航空機：1/48、車：1/20,1/24、キャラクター：ガールズ&パンツァー
エムアイシー（M.I.C.）
航空機：ノンスケール、フィギュア：1/35、生物：ノンスケール、小物：1/12、キャラクター：プリプラ
M＆J商会
オプションパーツ：PlamoDe
エレキット / MOVIT（イーケイジャパン）
科学工作：ロボット工作,ソーラー工作,エコエネルギー工作,他
エンドウ
鉄道：16番ゲージ（1/80）,1/87
オビツ製作所
ドール用品：オビツボディ ザ・ドッグ,マルチスタンド,他
ガーガメル
キャラクター：電波塔ロボ
ガイアノーツ
キャラクター：ペイント・ギア
海洋堂
航空機：1/144、軍用車両：1/144、フィギュア：1/35、生物：1/35、建造物：1/35,1/200、仏像：ノンスケール、キャラクター：マシーネンクリーガー,新サクラ大戦,ゆるキャン△,機動警察パトレイバー,新世紀エヴァンゲリオン,機甲界ガリアン 鉄の紋章,トップをねらえ!,装甲騎兵ボトムズ,ガールズ&パンツァー,機神幻想ルーンマスカー、他
学研ホールディングス（旧学習研究社）
車：1/16,1/25,1/43,1/45、鉄道：1/38,1/45、生物（骨格）：1/6,1/35,他、エンジン：1/3,1/8、キャラクター：機甲創世記モスピーダ、他
KATO（関水金属）
建造物：Nゲージ（1/150）
KADOKAWA（旧角川書店）
キャラクター：ストライクウィッチーズ,この素晴らしい世界に祝福を!,【推しの子】,とある科学の超電磁砲,デート・ア・ライブ,無職転生 〜異世界行ったら本気だす〜,Re:ゼロから始める異世界生活

企画室ねこまた
コンテナ：Nゲージ（1/150）、キャラクター：ますこっとれいん
キッチン（林檎製作所）
鉄道：Nゲージ（1/150）
キャビコ（エムアイモルデ）
キャラクター：人型重機パンツァーフィーア（Kampf Riesen Mars）,マルットイズ,ウオメカ,ペンタギア,メカトロポリス,メカ娘 バスターメイデン,ドラゴネッツ,爆走変形ハングオン,イグザイン,可動盆栽,Royal Inner Self,陸上自衛隊07式戦車なっちん,みかんかっぱ,アシッドシティ,Smart daughter / eos,装甲騎兵ボトムズ,キャビコ丸
共栄金型
名刺：プラモデル名刺
京商
車（ボディセット）：ミニッツレーサー,他、バイク：1/8、キャラクター：バクシード
グッドスマイルカンパニー
建機：1/20,他、宇宙機：1/150、キャラクター：フルメタル・パニック!,マジンガーシリーズ,天元突破グレンラガン,ARIEL,新幹線変形ロボ シンカリオン,OBSOLETE,クルーズチェイサー ブラスティー,エルドランシリーズ,機動警察パトレイバー,ポプテピピック,ロボコップ,大空魔竜ガイキング,宇宙戦士バルディオス,天空のエスカフローネ,破邪大星ダンガイオー,蒼穹のファフナー,ナイツ&マジック,冥王計画ゼオライマー,銀河旋風ブライガー,僕のヒーローアカデミア,六神合体ゴッドマーズ,魔動王グランゾート,ダーリン・イン・ザ・フランキス,電脳冒険記ウェブダイバー,サイバーボッツ,GRIDMAN UNIVERSE,魔法騎士レイアース,メガフォース,PUI PUI モルカー,クロムクロ,超重神グラヴィオン,覇王大系リューナイト,グランベルム,メタルスキンパニック MADOX-01,エイリアン2,英雄伝説 閃の軌跡,機動戦艦ナデシコ,クロスアンジュ 天使と竜の輪舞,THE ビッグオー,ジャイアントロボ THE ANIMATION -地球が静止する日,ガン×ソード,神魂合体ゴーダンナー!!,アイドルマスター XENOGLOSSIA,ゲッターロボシリーズ,勇者ライディーン,最強ロボ ダイオージャ,プロメア,戦闘メカ ザブングル,ブレンパワード,新世紀エヴァンゲリオン,鉄人28号シリーズ,交響詩編エウレカセブン,超攻速ガルビオン,メガゾーン23,超時空世紀オーガス,NG騎士ラムネ&40,VS騎士ラムネ&40炎,戦え!!イクサー1,ヴァンドレッド,機甲警察メタルジャック,楽園追放 -Expelled from Paradise-,メガトン級ムサシ,鉄のラインバレル,神無月の巫女,ラーゼフォン,勇気爆発バーンブレイバーン,高機動幻想ガンパレード・マーチ,アルドノア・ゼロ,大魔獣激闘 鋼の鬼,斬魔大聖デモンベイン,装甲悪鬼村正,百獣王ゴライオン,科学救助隊テクノボイジャー,地球防衛企業ダイ・ガード,Horizon Forbidden West,超力ロボ ガラット,ゴジラシリーズ,科学忍者隊ガッチャマンF,DETONATORオーガン,遊☆戯☆王VRAINS,銀河機攻隊マジェスティックプリンス,ヤマトタケル,翠星のガルガンティア,聖刻1092,惑星ロボ ダンガードA,アルジェントソーマ,ブレイク ブレイド,機甲界ガリアン,銀装騎攻オーディアン,バディ・コンプレックス,巨神ゴーグ,星銃士ビスマルク,Get Ride! アムドライバー,艦隊これくしょん -艦これ-,初音ミク,リコリス・リコイル,ペルソナ3 リロード,超星神グランセイザー,アズールレーン,スクライド,舞-HiME,SIREN,VALKYRIE TUNE,チトセリウム,ACT MODE,ティタノマキア,他
GUMKA miniatures（グムカ）
軍用車両：1/35、バイク：1/12
クラウンモデル
航空機：1/144,1/176,1/244,1/380、軍用車両：1/35,1/40,1/48,1/50,1/87,他、艦船：1/550,1/800,1/1000、車：1/20,1/24,1/28,1/32,1/35、鉄道：1/120,1/150,他、銃器：1/1、キャラクター：仮面の忍者赤影,機甲界ガリアン,ジャイアントロボ,チキチキマシン猛レース,鉄人28号,天才バカボン,電撃!! ストラダ5,流星人間ゾーン,ルパン三世,惑星大戦争,お化けシリーズ,ゼンマイ怪獣シリーズ,宇宙パトロール,曲者,他、人体模型：1/6、小便小僧
グリーンマックス
鉄道：1/80,Nゲージ（1/150）、航空機：1/700、軍用車両：1/700、艦船：Nゲージ（1/150）,1/700、建造物：Nゲージ（1/150）,1/700
Gecco
キャラクター：地獄のゾンビ黙示録
幻影
キャラクター：G.F.P,メガゾーン23XI
ケンクラフト
車：1/25
光栄堂
フィギュア：1/50,1/100
コーチ精機
キャラクター：それいけ!農ボッツ
壽屋（コトブキヤ）
建造物：1/300、キャラクター：フレームアームズ,フレームアームズ・ガール,メガミデバイス,ヘキサギア,創彩少女庭園,アルカナディア,エヴォロイド,END OF HEROES,無限邂逅メガロマリア,メタモルバース,アーマード・コアシリーズ,スーパーロボット大戦シリーズ,ゾイド,装甲巨神Zナイト,勇者シリーズ,新世紀エヴァンゲリオン,攻殻機動隊,機動警察パトレイバー,装甲騎兵ボトムズ,トランスフォーマー,トップをねらえ!,フルメタル・パニック!,アルドノア・ゼロ,ゼノブレイド,ZONE OF THE ENDERS,鉄のラインバレル,天元突破グレンラガン,銀河機攻隊マジェスティックプリンス,キャプテン・アース,真ゲッターロボ 世界最後の日,マジンカイザー,電脳戦機バーチャロン,メダロット,マブラヴ オルタネイティヴ,ブレイク ブレイド,シドニアの騎士,ガンヘッド,ヤッターマン,新造人間キャシャーン,進撃の巨人,シン・ウルトラマン,ロックマン,一撃殺虫!!ホイホイさん,ゼノサーガシリーズ,よつばと!,Fate/stay night,侵略!イカ娘,ワルキューレの伝説,世界樹の迷宮,ふしぎの海のナディア,ファンタシースターオンライン,ボーダーブレイク,メタルギアシリーズ,エースコンバットシリーズ,怒首領蜂大往生,レイストーム,斑鳩,初音ミク,武装神姫,アリス・ギア・アイギス,アサルトリリィ,装甲娘,ニパ子,遊☆戯☆王デュエルモンスターズ,艦隊これくしょん -艦これ-,マルットイズ,陸上自衛隊07式戦車なっちん,ティタノマキア,DEATH STRANDING,ゴジラシリーズ,他、カスタムパーツ：モデリングサポートグッズ
GSIクレオス（旧グンゼ産業）
軍用車両：1/35、艦船：1/40,1/350,1/450,他、車：1/24,1/32、バイク：1/12、野鳥：1/1、キャラクター：ルパン三世 カリオストロの城,バクシード,ピンキーストリート
坂井精機
フィギュア：1/12
さかつう
建造物：Nゲージ（1/150）
秋東精工（SYUTO）
食品：1/1、ゴミ：1/1、彫像：1/35
ジーフォース（G-FORCE）
ドローン：LIVE CAM DRONE ASSEMBLY KIT
上海問屋（ドスパラ）
PC周辺機器：組み立てて楽しいプラモデル風キーボードスタンド
ジュニア模型店
鉄道：16番ゲージ（1/80）
ショーモデリング（THE SHOW MODELING）
軍用車両（改造パーツ）：1/35
侵略ロボ
キャラクター：機動動姫MoMo
SWEET（スウィート）
航空機：1/144
スクウェア・エニックス
キャラクター：フロントミッションシリーズ,ゼノギアス,NieR:Automata,ライブ・ア・ライブ,アーマード・コアシリーズ
STUDIO27（ジル）
車：1/20
スタジオミド
艦船：1/215,1/360、鉄道：1/80、建造物：Nゲージ（1/150）
スタジオミュウ
科学工作：ミュウ工作シリーズ
スタジオユーワ
小物：1/35、キャラクター：プラモザル,今川さん,ウドラ,ニパ子,くまモン,しんじょう君,秘密結社鷹の爪
スマートドール（MIRAI）
ドール：1/3
千値練
キャラクター：天元突破グレンラガン,メカトロウィーゴ
TURTLE（タートル）
フィギュア：1/144、キャラクター：カメさん
大和科学教材研究所
科学工作：ダイワ科学工作シリーズ,他

タミヤ（旧田宮模型）
航空機：1/32,1/48,1/50,1/72,1/100,1/350,1/700、軍用車両：1/16,1/25,1/35,1/48,他、艦船：1/72,1/300,1/350,1/700,他、車：1/12,1/18,1/20,1/24,1/28,他、バイク：1/6,1/12,1/24、宇宙機：1/70,1/100、フィギュア：1/12,1/16,1/20,1/24,1/25,1/35,1/48,1/350,他、生物：1/35、キャラクター：ミニ四駆,ダンガンレーサー,ジョー90,ドラえもん,永遠の0,空母いぶき,他、科学工作：楽しい工作シリーズ,エレクラフトシリーズ,テクニクラフトシリーズ,ロボクラフトシリーズ,ソーラー工作シリーズ,ソーラーミニチュアシリーズ,プログラミング工作シリーズ,おもしろ工作シリーズ、ツール：クラフトツールシリーズ
Zug（ツーク）
鉄道：16番ゲージ（1/80）
津川洋行
鉄道：Nゲージ（1/150）、建造物：HOゲージ（1/87）,Nゲージ（1/150）
つね矢
だんじり：1/30,他
ディーアイジー（DIG）
小物：1/12、キャラクター：カレゴン,玩戯丸
T-Square Lab.（ニッパク）
キャラクター：Fi-Dia Block(s)
D4エンタープライズ
キャラクター：ロボダッチ
ディープジャパン（旧ヤマトクリエーション和歌山）
生物：ノンスケール
でじたみん
キャラクター：スターシップ・トゥルーパーズ
鉄道ホビダス（ネコ・パブリッシング）
鉄道：1/80,1/150
Doujin Hoops
キャラクター：Rainy
東宝
キャラクター：ゴジラシリーズ
童友社
航空機：1/32,1/72,1/100,1/144,1/200,1/300、艦船：1/30,1/250,1/300,1/400,1/700,他、車：1/24,1/43,他、宇宙機：1/288、城：1/350,1/500,1/700,1/800,1/900,他、建造物：1/800,1/2000,1/3000、鎧・兜・刀：1/3,1/4、神輿：1/5,1/8、鉄道、キャラクター：絶対無敵ライジンオー,太陽の勇者ファイバード,鎧伝サムライトルーパー,獣神ライガー,太陽の牙ダグラム,科学忍者隊ガッチャマンII,男はつらいよ,城姫クエスト,宇宙大怪獣ギララ,ポールのミラクル大作戦,ミドリSFシリーズ,デフォルメプラモデル,他
トーマモデルワークス
鉄道：HOナローゲージ（1/87）,Nゲージ（1/150）
トミーテック / タカラトミー（旧タカラならびに旧トミー）
航空機：1/12,1/32,1/43,1/48,1/144,1/200、軍用車両：1/35,1/144、艦船：1/700,他、車：1/35、自転車：1/12、鉄道：16番ゲージ（1/80,1/87）,Nゲージ（1/150,1/160）、建造物：1/144、銃器：1/12、フィギュア：1/144、キャラクター：トランスフォーマー,マクロスシリーズ,エースコンバットシリーズ,ガーリー・エアフォース,ニパ子,ドールズフロントライン,バイオハザードシリーズ,リコリス・リコイル,ストライクウィッチーズ,幼女戦記,装甲騎兵ボトムズ,太陽の牙ダグラム,機甲界ガリアン,巨神ゴーグ,クラッシャージョウ,宇宙海賊キャプテンハーロック,エリア88,SF新世紀レンズマン,新世紀GPXサイバーフォーミュラ,ミクロマン,ゾイド,メタモルバース他
トラムウェイ（ドーファン）
鉄道：16番ゲージ（1/80）,Nゲージ（1/150）
日精樹脂工業
射出成形機：1/12,1/20
ネクサス化成
キャラクター：玄武岩の玄さん
子ノ星教育社
科学工作：太陽系模型
ノスタルジック・ヒーローズ
キャラクター：ゴジラ,ウルトラマン,鉄人28号
HYPERSONIC models（ハイパーソニックモデル）
軍用車両：1/48
ハセガワ（旧長谷川製作所） - 商標は「Hobby Kits」
航空機：1/16,1/32,1/48,1/72,1/144,1/200,1/700,他、軍用車両：1/72、艦船：1/72,1/350,1/450,1/700、車：1/20,1/24,1/35,1/72、バイク：1/12、鉄道：1/80,Nゲージ（1/150）、建造物：16番ゲージ（1/80）、宇宙機：1/48,1/200、フィギュア：1/16,1/24,1/35,1/48,1/72、小物：1/12、キャラクター：電脳戦機バーチャロン,マクロスシリーズ,輪廻のラグランジェ,ウルトラシリーズ,鉄腕アトム,新世紀エヴァンゲリオン,マシーネンクリーガー,宇宙海賊キャプテンハーロック,クラッシャージョウ,ダーティペア,モーレツ宇宙海賊,戦闘メカ ザブングル,LAST EXILE,エリア88,ファントム無頼,青空少女隊,エースコンバットシリーズ,戦場まんがシリーズ,ああっ女神さまっ,ストライクウィッチーズ,とある飛空士への追憶,終末のイゼッタ,荒野のコトブキ飛行隊,紫電改のマキ,永遠の0,ゴジラ-1.0,ひそねとまそたん,逮捕しちゃうぞ,バリバリ伝説,ぜっしゃか! -私立四ツ輪女子学院絶滅危惧車学科-,たまごひこーき,ロボットバトルV,メカトロウィーゴ,スペースオペレーションシリーズ,他、カスタムパーツ：カスタムアクセサリーパーツ
パワーショベル（SuperHeadz）
カメラ：LAST CAMERA,他

BANDAI SPIRITS
航空機：1/24,1/48,1/72、軍用車両：1/15,1/24,1/48、艦船：1/48,1/700,1/2000、車：1/8,1/12,1/16,1/20,1/28,1/32,他、バイク：1/12、宇宙機：1/144,他、宇宙服：1/10、建造物：1/700,1/2400、刀：1/2、食品：1/1、ゲーム機：2/5、生物：1/32,他、キャラクター：ガンダムシリーズ（ガンプラ）,宇宙戦艦ヤマト,銀河鉄道999,わが青春のアルカディア 無限軌道SSX,サブマリン707,宇宙空母ブルーノア,スーパー戦隊シリーズ,メタルヒーローシリーズ,大鉄人17,月光仮面,超人バロム・1,がんばれ!!ロボコン,スーパージェッター,ゲゲゲの鬼太郎,マジンガーZ,ゲッターロボ,UFOロボ グレンダイザー,鋼鉄ジーグ,超電磁ロボ コン・バトラーV,超電磁マシーン ボルテスV,大空魔竜ガイキング,惑星ロボ ダンガードA,0テスター,科学忍者隊ガッチャマンII,アローエンブレム グランプリの鷹,宇宙大帝ゴッドシグマ,闘士ゴーディアン,鉄人28号,ゴールドライタン,百獣王ゴライオン,勇者ライディーン,宇宙戦士バルディオス,六神合体ゴッドマーズ,機甲艦隊ダイラガーXV,光速電神アルベガス,スター・ウォーズ,プラモ狂四郎,マクロスシリーズ,戦闘メカ ザブングル,重戦機エルガイム,聖戦士ダンバイン,銀河漂流バイファム,機甲戦記ドラグナー,蒼き流星SPTレイズナー,装甲騎兵ボトムズ,未来警察ウラシマン,超力ロボ ガラット,魔神英雄伝ワタルシリーズ,機動警察パトレイバー,緊急発進セイバーキッズ,宇宙の騎士テッカマンブレード,ふしぎの海のナディア,新世紀エヴァンゲリオン,機動戦艦ナデシコ,勇者王ガオガイガー,ブレンパワード,ガサラキ,ラーゼフォン,THEビッグオー,覚悟のススメ,天空のエスカフローネ,ファイナルファンタジーVII,VS騎士ラムネ&40炎,コードギアス,交響詩篇エウレカセブン,ゼーガペイン,フルメタル・パニック!,絢爛舞踏祭,革命機ヴァルヴレイヴ,ノブナガ・ザ・フール,アクティヴレイド -機動強襲室第八係-,境界戦機,86-エイティシックス-,サクガン,SYNDUALITY,スーパーロボット大戦シリーズ,ONE PIECE,仮面ライダーシリーズ,北斗の拳,聖闘士星矢,天空戦記シュラト,キン肉マン,嗚呼!!花の応援団,男はつらいよ,Dr.スランプ アラレちゃん,ドラゴンボール,SAND LAND,NARUTO,TIGER & BUNNY,宇宙兄弟,未来少年コナン,風の谷のナウシカ,天空の城ラピュタ,カスタムロボ,ダンボール戦機,ケロロ軍曹,イナズマイレブン,妖怪ウォッチ,ポチっと発明 ピカちんキット,ポケットモンスター,デジモン,サクラ大戦シリーズ,スカイ・クロラ,戦闘妖精雪風,エースコンバットシリーズ,カウボーイビバップ,ウルトラシリーズ,ゴジラシリーズ,ガメラシリーズ,大魔神,サンダーマスク,スターウルフ,宇宙からのメッセージ,サンダーバード,キャプテン・スカーレット,謎の円盤UFO,ジョー90,スタートレック,バットマン,パシフィック・リム: アップライジング,うる星やつら,魔法のプリンセス ミンキーモモ,初音ミク,ソードアート・オンライン,アクセル・ワールド,ラブライブ!,ウマ娘 プリティーダービー,アイドルマスター シャイニーカラーズ,アーマード・コアVI ファイアーズオブルビコン,ぼっち・ざ・ろっく!,ガールズ&パンツァー,Fate/Grand Order,ガールガンレディ,量産型リコ -プラモ女子の人生組み立て記-,鬼滅の刃,ドラえもん,星のカービィ,名探偵コナン,ハローキティ,ふなっしー,ミライトワとソメイティ,ふじっぴー,トイ・ストーリー,ファインディング・ドリー,カカオトーク,遊☆戯☆王デュエルモンスターズ,HALO,マシンロボ,スパゾン倶楽部,ZXE-D,30 MINUTES MISSIONS,30 MINUTES SISTERS, 30 MINUTES FANTASY, 30 MINUTES PREFERENCE,バクシード,ゲキドライヴ,Bトレインショーティー,他、鉄道：1/150、その他：アクションベース,ペラモデル,他
Piece
キャラクター：In WonderLand 不思議ノ国
ピットロード
航空機：1/72,1/144,1/350,1/700、軍用車両：1/35,1/72,1/144,1/700、艦船：1/72,1/144,1/350,1/700、フィギュア：1/350、キャラクター：戦国自衛隊1549,亡国のイージス,ジパング,機動警察パトレイバー,艦隊これくしょん -艦これ-,ガールズ&パンツァー,この世界の片隅に
PINKTANK
バイク：1/12、小物：1/12、キャラクター：マシーネンクリーガー
ファインモールド
航空機：1/48,1/72、軍用車両：1/20,1/35,1/72、艦船：1/72,1/350、車：1/35、建造物：1/500、フィギュア：1/32,1/35、艤装：1/700、工作機械：1/20、キャラクター：紅の豚,天空の城ラピュタ,スター・ウォーズ,風立ちぬ,ガールズ&パンツァー,スカイ・クロラ,荒野のコトブキ飛行隊,World of Tanks,松本零士メカニクルユニバースシリーズ,ワールドファイターコレクション,歴装ヲトメ,五式犬,他
フィールドワン
ブロック：プラモブロック
フォーサイト（シールズモデルズ）
艦船：1/144,1/350,1/700
ふきの芽
建造物：Nゲージ（1/150）
福崎町観光協会
キャラクター：福崎町妖怪プラモデルシリーズ
フジミ模型
航空機：1/48,1/72,1/144,1/700、軍用車両：1/72,1/76、艦船：1/350,1/500,1/700,他、車：1/12,1/16,1/20,1/24,1/32、バイク：1/12、鉄道：1/80,1/150,、城・建物：1/100,1/150,1/700,他、フィギュア：1/20,1/24,1/32,1/72,1/76,1/350、生物：ノンスケール、ロボット：1/1、キャラクター：仮面ライダーシリーズ,ウルトラシリーズ,帰ってきたウルトラマン マットアロー1号発進命令,ゴジラシリーズ,海底軍艦,ハイスクール・フリート,この世界の片隅に,1943 ミッドウェイ海戦,ブレードランナー,初音ミク,頭文字D,湾岸ミッドナイト,サーキットの狼,よろしくメカドック,エクスドライバー,ナニワトモアレ,新世紀エヴァンゲリオン,天気の子,こちら葛飾区亀有公園前派出所,タイムボカン,デビルマン,ポプテピピック,キン肉マン,進撃の巨人,はたらく細胞,勇者特急マイトガイン,リラックマ,くまモン,ちび丸,他
Plastic Fan（プラスチックファン）
キャラクター：PLAIVE
PLATZ（プラッツ）
航空機：1/72,1/144、銃器：1/12、建築模型：1/50、盆栽：1/12、情景：昭和レトロな世界シリーズ、キャラクター：ガールズ&パンツァー,戦闘妖精雪風,荒野のコトブキ飛行隊,少女終末旅行,ひそねとまそたん,よみがえる空 -RESCUE WINGS-,World of Tanks,STEINS;GATE,他
プラプリ工房（星合成）
ボールペン：プラモデルペン
PLUM（ピーエムオフィスエー）
城・建造物：1/150,1/200,1/350,他、鉄道：1/80、キャラクター：プラアクト,重装機兵レイノス,重装機兵ヴァルケン,パワードール,レイフォース,R-TYPE FINAL,R-TYPE FINAL 3 EVOLVED,R-TYPE TACTICS,ダライアス,グラディウスシリーズ,シルフィード,ツインビー,雷電V,雷電II,叢-MURAKUMO-,王立宇宙軍 オネアミスの翼,スカッとゴルフ パンヤ,ToHeart2,アイドルマスター シンデレラガールズ,ガングリフォン,ウルフファング,東北ずん子・ずんだもんプロジェクト,万念君,小鉄,かんたんプラモデル,他、小物：プラ・アクセサリー,他、フェイスシールド：キットガード,イートガード
プラモ尼崎城
シャチホコ：1/24
プラモ向上委員会（エトワール）
ツール：パキッとカラーピース 054
古川プラスチック
郷土玩具：べこぷら
PLAY TODAY Inc.（旧CLUNKY DESIGN）
アクセサリー：Plaring,Clasp of the Hand,Free Face to Transform,Magical Dice
ブレイブモデル
軍用車両（改造パーツ）：1/35
フレイムトイズ
キャラクター：トランスフォーマー,G.I.ジョー
プレックス
キャラクター：ゴトプラ
プレッサージャパン
建造物：1/144,1/288
プロホビー（アイコム）
軍用車両：1/144
ベルファイン
キャラクター：タイムボカン,ふしぎの海のナディア,邪神ちゃんドロップキック,トップをねらえ!,戦国魔神ゴーショーグン,トップガン マーヴェリック,サンダーバード
ヘルメッツ
PC：1/4、ゲーム筐体：1/12
ボークス / 造形村
航空機：1/32,1/48,1/72,1/144、軍用車両：1/32、キャラクター：ファイブスター物語,新世紀エヴァンゲリオン,鉄人28号,青の騎士ベルゼルガ物語,戦場のヴァルキュリア,ゲゲゲの鬼太郎,ブロッカーズ,他
Potziland Records（ポッチランドレコード）
石作品：1/1
ポニー
恐竜：ノンスケール、キャラクター：バグズロボファイブ,ビークルコンバインV,ジョイントモンスター,戦国カブト丸,アーミーアームズ,変形昆虫ソルジャー、他
ホビージャパン
軍用車両：1/35、バイク：1/12、フィギュア：1/35、キャラクター：勇者王ガオガイガーFINAL,バトルオーバー北海道、カスタムパーツ：HJモデラーズパーツ
ホビースポットユウ
航空機：1/72
ホビーベース
カスタムパーツ：プレミアムパーツコレクション
ホビーモデル
鉄道：16番ゲージ（1/80）
マイクロエース
航空機：1/32,1/48,1/72,1/144、軍用車両：1/48,1/72,1/76、艦船：1/500,1/600,1/700,1/800,他、車：1/20,1/24,1/32、鉄道：1/50,1/80,1/150,1/160、武器：1/1、恐竜：ノンスケール、情景：風物詩シリーズ,箱庭シリーズ,昭和の歳時記シリーズ、扇風機：1/3,1/4、キャラクター：超時空要塞マクロス,超時空世紀オーガス,超時空騎団サザンクロス,超攻速ガルビオン,メダロット,ガメラシリーズ,大巨獣ガッパ,ふたり鷹,太陽系戦隊ガルダン,ザ★アニメージ,他
マツキ
ルアー：ルアープラモ
マックスファクトリー
軍用車両：1/12、艦船：1/350、自転車：1/12、フィギュア：1/12,1/20,1/35、農機：1/20、キャラクター：太陽の牙ダグラム,テンカイナイト,翠星のガルガンティア,楽園追放 -Expelled from Paradise-,パシフィック・リム,マクロスシリーズ,魔神英雄伝ワタルシリーズ,クルーズチェイサー ブラスティー,マシーネンクリーガー,電脳警察サイバーコップ,超音戦士ボーグマン,ブラック★★ロックシューター DAWN FALL,重兵装型女子高生,バニースーツプランニング,装甲騎兵ボトムズ,トップをねらえ!,蒼き流星SPTレイズナー,機動警察パトレイバー,機甲界ガリアン,機甲戦記ドラグナー,聖戦士ダンバイン,新世紀エヴァンゲリオン,銀河漂流バイファム,勇者ライディーン,OVERMANキングゲイナー,紅い眼鏡,艦隊これくしょん -艦これ-,ニパ子,ストライクウィッチーズ,ガールズ&パンツァー,けものフレンズ,ロードス島戦記,ひそねとまそたん,チェンソーマン,うる星やつら,初音ミク,シン・ジャパン・ヒーローズ・ユニバース,ベルセルク,ブルーアーカイブ -Blue Archive-,遊☆戯☆王オフィシャルカードゲーム,紡ギ箱,ギルティプリンセス,ゴッズオーダー,ドラゴンギアス,他
Maxモデル
鉄道：16番ゲージ（1/80）
ミニロボ
科学工作：ミニロボ
みやこ模型
鉄道：Nゲージ（1/150）
muscuto（ムスクト）
オプションパーツ：Flying ARM BASE
メガハウス
キャラクター：デスクトップアーミー,新世紀GPXサイバーフォーミュラ,DARK SOULS,SAND LAND
メタルサイエンス
キャラクター：DIYロボ
モデラーズ
車：1/20,1/24,1/32
現在はインターアライド社傘下のブランドとなっている。
モデリウム
艦船：1/700、銃器：1/35
モデルアイコン（旧グレイスモデル）
鉄道：1/150
モデルカステン
連結（可動）履帯：1/35、フィギュア：1/32,1/35,1/48、キャラクター：マシーネンクリーガー,鉄炮侍
Models IMON（モデルスイモン）
鉄道：HOゲージ（1/80,1/87）、Nゲージ（1/150）
モデルファクトリーヒロ
車：1/20
MONO
軍用車両：1/35、車：1/32
モノクローム
航空機：1/32,1/48,1/72,1/144、軍用車両：1/16,1/35、艦船：1/350、フィギュア：1/35
現在はインターアライド社傘下のブランドとなっている。
ヤマシタホビー（駿河船渠）
艦船：1/700、キャラクター：ゴジラ-1.0
山田化学
フィギュア：1/150、銃器：1/12、小物：1/12,他、その他：連結ディスプレイベース
ヤマネ
鉄道：1/80
ラウペンモデル
履帯：1/35、小物：1/35
LEAPRO（リープフロッグ）
車：1/24、キャラクター：大河原邦男おもしろメカワールド オモロイド
リトルジャパンモデルス
鉄道：Nゲージ（1/150）
ルンルンクロックワークス
キャラクター：automoiselle
ロクハン（六半）
情景：Zゲージ（1/220）
ロケットモデルズ
キャラクター：フィスト・オブ・ウォー,他
Robomaniax（ロボマニアックス）
キャラクター：バイザーフォース,りゅうぎんロボ
ワールド工芸
鉄道：16番ゲージ（1/80）,Nゲージ（1/150）
ワンダーキット（共立電子産業）
科学工作：ロボット
ワンマイル
鉄道：Nゲージ（1/150）
One Man MODEL
航空機：1/32,1/48,1/72,1/144,1/200

### プラモデルから撤退したメーカー
アートプレスト
2000年に「スーパーロボット大戦αシリーズ」と称して、マジンガーZ、ダンクーガ、グルンガスト弐式のインジェクションガレージキット（簡易インジェクションキット）を発売していた。
アドプレックス（旧産興）
産興時代に広島平和記念資料館の売店や通販限定という型で、1/250スケールの原爆ドームのキットを販売していた。2021年現在では撤退済み。
有井製作所（アリイ）
2004年に完全子会社のマイクロエースを新設し、同社に模型部門を移管。以後は不動産管理の会社として存続している。
栄進堂
1/12スケールでカワサキ・マッハIIIスペシャルサイドカーGT500のマルチマテリアルキットを発売したことがあった。
M1号
ソフトビニール人形を主力商品とするメーカーだが、大滝製作所製の轟天号のキットを再販したことがあった。
清水模型製作所
1960年代を最後にプラモデルの分野からは撤退している。
セガ
セガ・エンタープライゼス時代に『電脳戦機バーチャロン』や『サクラ大戦』、『素粒子伝説バリオンゲージ』などの自社タイトルのプラモデルを発売していた。2023年現在では完全に撤退。
セガトイズ（旧米澤玩具）
米澤玩具（ヨネザワ）時代に「ダイヤモンドプラキット」などのプラモデルを展開していたが、2023年現在は撤退済み。
セロン工業
東京タワー内の売店の限定品として、東宝模型から金型を引き継いだ東京タワーのプラモデルを製造していた。
ダイモ（旧大模）
2023年現在は模型問屋として活動しており、プラモデルの自社開発からは撤退している。
東京マルイ
2015年現在はエアガン・電動ガン中心となっており、プラモデルの製造販売は行っていない。
日東科学教材（ニットー）
1984年の廃業後、旅客機関係の金型は童友社、1/76戦車関係の金型はフジミ模型に売却された。1994年の再建後は『Ma.K.』関係の商品を主に扱っていたが、2024年現在は模型メーカーとしては表立った活動を停止している。
日本模型（ニチモ）
2013年に模型部門を廃業し、その後はパイプやバケツといった工業用のプラスチック製品などを生産している。
バンプレスト
2005年に「ミニプラモデルコレクション」と称して、過去のマルサンの商品を縮小復刻したシリーズを展開していた。
ブンカ（旧日本文化教材）
2022年現在は他社のプラモデルなどの卸売りを主な業務としており、プラモデルの自社開発からはすでに撤退している。
マーミット
2000年に1/60スケールのアダムスキー型円盤のプラモデルを発売していた。
マルサン商店
2021年現在はソフトビニール人形を主力商品としており、プラモデルからはすでに撤退済み。
メディコム・トイ
2003年にイベント限定品として椎名林檎のプラモデル3点を発売していた。
ワークアソシエイション（MAUVE）
1990年代に「MAUVE（モーヴ）」のブランドで1/48および1/72スケールの軍用機のプラモデルを数点販売していた（フーマモデルからのOEM品を含む）。2023年現在は模型店の運営を主としてプラモデルの自社開発からは手を引いており、MAUVEの名も用いられてはいない。
UBE（旧宇部興産）
宇部興産時代、2001年に開催された「山口きらら博」限定品として、自社のマスコットキャラクターである「UBE-DOG」のプラモデルを販売していた。

### 過去に存在したメーカー
RLai systems
航空機：1/144
アクアマリン
キャラクター：機動戦艦ナデシコ,マシーネンクリーガー
アトリエ彩
キャラクター：グラディウスシリーズ,スカイガールズ,フルメタル・パニック!,アイドルマスター XENOGLOSSIA,BJPM,GENEBLOCK
ウィン
鉄道：Nゲージ（1/150）
永大グリップ
航空機：1/72、軍用車両：1/76,1/87、車：1/8,1/16,1/20,1/24,1/25,1/32、生物：3/1,他、キャラクター：タイムボカンシリーズ,ゴワッパー5 ゴーダム,正義のシンボル コンドールマン,アクマイザー3,ガンバの冒険,他
NC MODELS
航空機：1/72
ëu-II（オイツー）
軍用車両：1/35、艦船：1/72
ファインモールドの別ブランド。
オークス（OAKWOOD）
キャラクター：人造人間キカイダー
OKUNO（オクノ）
軍用車両：1/35,1/48
ガルテックス
航空機：1/48,1/72
ハセガワの別ブランド。
こばる
建造物：Nゲージ（1/150）、キャラクター：こちら葛飾区亀有公園前派出所
スワローモデル
航空機：1/32
セクター
航空機：1/48
タスクフォース
キャラクター：ウルトラシリーズ,マイティジャック,サブマリン707
ホビーステーション
艦船：1/350
ミツワモデル
モーターで動く模型やポンポン船やモーターボート、船外機、カセットモーター、ミッドレーサー、ラジコン、リモコン式戦車等の模型を製造。
ユニオンモデル
航空機：1/48,1/72,1/288、車：1/16,1/20,1/24,1/25、バイク：1/15、宇宙機：1/288、キャラクター：装甲騎兵ボトムズ,機甲界ガリアン,海底大戦争 スティングレイ,原子力潜水艦シービュー号,ミドリSFシリーズ
ライデンモデル
艦船：1/700
ライトスタッフ（旧トライマスター）
航空機：1/48
ロッソ
車：1/8,1/12,1/24,1/43
浪漫堂
キャラクター：ミクロマン
和合社
車：1/24

## アジア・オセアニア

### 韓国
アカデミー科学（아카데미과학 / ACADEMY PLASTIC MODEL）
航空機：1/32,1/35,1/48,1/72,1/144,他、軍用車両：1/25,1/35,1/48,1/72、艦船：1/350,1/700,1/800,他、車：1/16,1/20,1/24,1/43、バイク：1/8,1/12,1/32、自転車：1/8、建造物：1/24,1/200、フィギュア：1/35、キャラクター：科学忍者隊ガッチャマン,機甲界ガリアン
エース・コーポレーション（ACE CORPORATION）
航空機：1/48,1/144、軍用車両：1/72,他
アイリーンドール（Aileen Doll）
キャラクター：Pico Dragon
D-コーポレーション（D-CORPORATION）
航空機：1/48,1/72,1/100、軍用車両：1/35、艦船：1/144
デフモデル（DEF.MODEL）
履帯：1/35
ゴッドブレイブスタジオ（갓브레이브 스튜디오 / GOD BRAVE STUDIO / GBS）
キャラクター：ブルーアーカイブ -Blue Archive-
HAND & HEAD（손과머리）
UFO：1/48、航空機：1/72、他
ハットン（Hapdong Tech）
航空機：1/35、艦船：1/400
IDEA（アイディア科学 / 아이디어과학）
80年代の韓国の模型業界における、アカデミー科学と並ぶ双璧。主要商品はやはり各国模型メーカーのコピー品であった。90年代末以降から（IMF危機の影響か）市場で見かけられなくなり、2000年代にプラモデルの製造販売から撤退。金型はアカデミー科学に引き取られた。
KAモデルス（KA MODELS）
航空機：1/48、車：1/24
カンナム（KANGNAM）
航空機：1/32,1/35,1/48,1/72,1/100、艦船：1/400,1/600,1/800
オンホビー（ONhobby）
キャラクター：テコンV,ポールのミラクル大作戦
ポントスモデル（PONTOS MODEL）
艦船：1/250,1/700,他
セミナー（SEMINAR）
航空機：1/32,1/35,1/48,1/50,1/72、軍用車両：1/35、艦船：1/1140、扇風機：1/3、他
トリファクトリー（TORIFACTORY）
履帯：1/1、小物：1/48
ウルフパックデザイン（Wolfpack Design）
航空機：1/48,1/72,他

### シンガポール
Hobby Bounties（フロッグ）
英IMA社の「FROG」の商標を取得し、エアフィックス製の1/600艦船や、バンダイ製1/48軍用車両などをFROGのブランドで販売している。
Stikfas Pte Ltd
キャラクター：スティックファス

### マレーシア
Becky Customizer
情景：ビルディングアルファシリーズ

### スリランカ
POCKETTITANSTOYS
キャラクター：POCKET TITANS

### 台湾
AFVクラブ（戰鷹模型 / AFV CLUB）
航空機：1/35,1/48,1/100、軍用車両：1/35,1/48、艦船：1/350,1/700、フィギュア：1/35、小物：1/12、キャラクター：Qシリーズ
ブルータンク（BLUE TANK）
航空機：1/72、軍用車両：1/35、車：1/28
シーザーミニチュア（CAESAR MINIATURES）
軍用車両：1/72、フィギュア：1/72
ディン・ハオ（Ding-Hao Hobby）
軍用車両：1/35
フリーダムモデルキット（FREEDOM Model Kits）
航空機：1/32,1/48、軍用車両：1/16,1/35、艦船：1/700、キャラクター：コンパクトシリーズ
ヒーローホビーキッツ（HERO HOBBY KITS）
軍用車両：1/35
フリーダムモデルキットの別ブランド。
キディランド（仙盈企業公司 / KIDDY LAND）
航空機：1/48,1/72,1/96,1/100,1/105
LO MODEL
航空機：1/72
ピッグモデル（PIG MODELS）
艦砲：1/35
スカイボウ（天弓 / SKYBOW）
軍用車両：1/35
T-SPACE（玩泰股份有限公司）
科学工作：STEAM TOYS
ユースターホビー（優速達 / U-STAR HOBBY）
軍用車両：1/144
ヴィジョンモデルズ（Vision Models）
軍用車両：1/35

### 中国
3Rモデル（3R MODEL） / トランスフォームモデル（易模型 / Transform Model）
軍用車両：1/72
4M
科学工作：GREEN SCIENCE,KidzRobotix
5Mホビー（5M HOBBY）
軍用車両：1/35、キャラクター：BATTLE BASE
52トイズ（52TOYS）
キャラクター：BEASTDRIVE,BEASTBOX
AA盛行（AA Models） / 中盛行（zhong sheng hang）
航空機：1/48,1/72,1/144、艦船：1/350、車：1/24
AEtherスタジオ（AEther Studio）
キャラクター：玄華宮
AMAZING! TOYS
科学工作：STEMneX,Greenex,他
APEX（上海湃思文化科技發展有限公司）
キャラクター：崩壊3rd
方舟模型（ARKMODEL）
艦船：1/35,1/48,1/72,1/350,他
アウディ（AULDEY）
バイク：1/8、キャラクター：超限猟兵-凱能,AULDEY X 4WD,他
アヴァンギャルドモデルキット（AvanGarde Model Kits / AMK）
航空機：1/48,1/72
ビーマックス（BEEMAX Model Kit.）
車：1/12,1/20,1/24、バイク：1/12
大火鳥製造（BIGFIREBIRD BUILD）
キャラクター：全職姫甲,バード/バイナリ
BLOKEES（布鲁可）
キャラクター：HERO,トランスフォーマー,他
ボブキャットモデル（BOBCAT HOBBY MODEL KITS）
航空機：1/48
ボーダーモデル（辺境模型 / BorderMODEL）
航空機：1/32,1/35、軍用車両：1/35,1/72、キャラクター：コマンド&コンカー レッド・アラート2
BOWO PLS
キャラクター：ポケットカー
ブロンコモデル（威駿模型 / BRONCO MODELS）
航空機：1/48,1/200,1/350、軍用車両：1/35、艦船：1/200,1/350,1/700、フィギュア：1/35
炽钢重工（BURNING STEEL HEAVY INDUSTRY）
キャラクター：龙纹镖局
蔵玩閣（CANG-TOYS）
キャラクター：界神の戦争
西西利模型（C.C.LEE）
航空機：1/72,1/144、軍用車両：1/35,1/72、艦船：1,150,1/300,1/350,1/700,1/1100他、車：1/24、バイク：1/8、建造物：1/250、キャラクター：海底大戦争 スティングレイ
クラッシーホビー（CLASSY HOBBY）
軍用車両：1/16
カムス（戦甲模型 / Combat Armour Models / CAMs）
軍用車両：1/35
リッチモデルの別ブランド。
ダリゲジェンモデル（DaLiGeJian Model）
艦船：1/350
得高模玩（DECOOL）
キャラクター：108英雄会 水滸伝
異次元重工（异次元重工 / DEGENERATOR INDUSTRY）
キャラクター：ザ・キング・オブ・ファイターズ
点厂工作室（DIAN CHANG）
キャラクター：猟影,他
ダイオパーク（DIOPARK）
軍用車両：1/35、車：1/35、バイク・自転車：1/35
ドドウ（梦景互联 / dodowo）
キャラクター：霊篭:INCARNATION
ドラゴンモデルズ（威龍模型 / DRAGON MODELS） / 上海ドラゴンモデルズ（上海威龍模型） / サイバーホビー（cyber-hobby.com）
航空機：1/32,1/48,1/72,1/144,1/200、軍用車両：1/6,1/16,1/35,1/72,1/144、艦船：1/350,1/700、宇宙機：1/24,1/48,1/72,1/144,1/400、フィギュア：1/16,1/35,1/48
竜蜘蛛（爖蜘蛛 / Dragon-Spider）
キャラクター：スカーレット・デューク
ドリームモデル（DreamModel）
航空機：1/72、艦船：1/700
アニスコル（核誠治造 / EARNESTCORE CRAFT）
キャラクター：機動都市X,BIRD/BINARY,HEATS BOY,ランチボックスシリーズ,ROBOT BUILDシリーズ,他
御模道（Eastern Model / E-Model）
キャラクター：A.T.K.GIRL,マーベル・シネマティック・ユニバース,ULTRAMAN,ロックマンシリーズ,装甲少女,他
EINTA-INDUSTRIES（爱因塔）
キャラクター：レベル-アルティメットシリーズ,他
EIT
科学工作：DO IT YOURSELF STEM
EMPIRE HOBBY
キャラクター：骑士系列
启蒙积木（ENLIGHTEN）
キャラクター：Garena Speed Drifters
魔女工房（EVEL FACTORY）
キャラクター：魔女
裂変匠魂（FISSON CRAFTSMAN SOUL）
キャラクター：アナイアレイション
フライホーク（鷹翔模型 / FLWHAWK）
航空機：1/72,1/700、軍用車両：1/72、艦船：1/700
FondJoy（泛乐文化）
キャラクター：マーベル・シネマティック・ユニバース
フォアアート （FOREART） / フォアホビー（FORE HOBBY）
軍用車両：1/72、艦船：1/72,1/350
壁垒模型（FORTRESS MODEL / BILEI MODEL）
オプションパーツ: MEGAMI GEARS,他
福萬（FUMAN）
軍用車両：1/48、艦船：1/2000、車：1/16、バイク：1/12
バンダイ（当時）の現地法人。
銀河玩具（GALAXY）
航空機：1/48,1/144、軍用車両：1/72、艦船：1/35,1/700
ギャラクシーホビー（GALAXY HOBBY）
軍用車両：1/72
ゲッコー・モデル（Gecko Models）
軍用車両：1/35、フィギュア：1/35
GM-GODOMO（GM模型）
キャラクター：ソラリディアン
GOING SHINE TOYS（高晟 / GS-TOYS）
キャラクター：帝神機,獣神機
グレートウォールホビー（長城模型 / GREATWALL HOBBY / G.W.H） / ライオンロア（上海獅鳴工芸模型有限公司 / LionRoar ART MODEL）
航空機：1/48、軍用車両：1/35、艦船（航空機）：1/700、キャラクター：デフォルメプレーン
GTM Models
車：1/24,1/25
蝈蝈模型（Guo Guo Model）
キャラクター：Egg Plane
HEHEXING（合和兴塑料玩具厂）
軍用車両：1/48,1/72,1/144、航空機：1/60,1/125,1/152,他（箱スケール）、艦船：1/290,1/1100,1/2000,他（箱スケール）、車：1/72,1/87、バイク：1/24、鉄道：1/200,他（箱スケール）、銃器：1/6、他
和模線（和模线 / HEMOXIAN）
キャラクター：NONZERO SERIES - THE ENTROPY OF TITANS,无限夺体,全职姬甲,超限零点,zodiac guardian,勝利の女神:NIKKE,Naraka: Bladepoint,守護降臨-十二神将- BAFFARION
HKモデル / ホンコンモデル（香港模型 / HK MODELS / Hong Kong Models）
航空機：1/32,1/48
ホビーボス（HOBBY BOSS）
航空機：1/32,1/48,1/72、軍用車両：1/35,1/48,1/72、艦船：1/700,1/1250、フィギュア：1/35
ホビーミオ（喵匠 / Hobby Mio）
キャラクター：南天門計画、オプションパーツ：HOBBY CRAFT TOOLS,他
ホーベン（虎贲模型 / HOOBEN Hobby）
軍用車両：1/16
ハウリングスター（哮星 / HOWLING STAR）
キャラクター：クロスコア
HUADA TOYS（华达玩具进出口贸易有限公司）
キャラクター：Assemble DINOSAUR
アイラブキット（IloveKit）
航空機：1/18,1/24,1/48、軍用車両：1/6,1/16,1/18,1/35、艦船：1/35,1/48,1/72,1/350,1/700
インフィニットディメンション（Infinite Dimension）
キャラクター：GENESIS,RULING,他
鉄創（铁创模型 / IRON TOYS / Tiechuang Model）
キャラクター：星滅,他
将作社（Jiangzuoshe）
キャラクター：曼陀罗
ジョイヤード（JOY YARD）
艦船：1/350,1/700
ジェイズワーク（J's WORK）
小物：1/35
ケーダー（開達集団有限公司 / KADER）
航空機：1/41,1/48,1/59,1/65,1/72,1/96,1/100,1/121,1/132,1/140,1/144,1/148,1/152,1/166,1/190
開天機創（Kaiten Kisou）
キャラクター：機動天使
カジカ（KAJIKA）
艦船：1/700
フライホークの別ブランド。
KEIKO（広州小恵子芸術／美術品有限公司）
キャラクター：ACTION BASEシリーズ,MSガレージ
KEPUYUAN
航空機：1/144
KHPO
車：ノンスケール
キネティック（KINETIC Model Kits）
航空機：1/48,1/72、軍用車両：1/35
キティホークモデル（Kitty Hawk Model）
航空機：1/32,1/35,1/48,1/72、キャラクター：Qメン飛行機シリーズ
ランモモデル（蘭模型 / LANMO MODEL）
軍用車両：1/35
LEIZHOU STUDIO（雷宙文化）
キャラクター：SAINT ASIA
リンカーンインターナショナル（LINCOLM INTERNATIONAL）
航空機：1/41,1/48,1/59,1/65,1/72,1/100,1/127,1/132,1/100,1/144,1/148,1/150,1/152,1/166,1/190、車：1/32,他、キャラクター：サンダーバード
小白龍（Loongon）
キャラクター：宇宙戦神,三国機甲戦士,他
路遥知心（Lu yao's bosom）
科学工作：educational SOLAR KIT
マッド・ハンド（madhand）
キャラクター：ジ・アッシュ・ロード
マジックファクトリー（魔力工厂 / MAGIC FACTORY）
艦船：1/350、宇宙機：1/200、ミサイル：1/35
魔玩部落（MAGIC TRIBAL）
キャラクター：泛用式武器,他
マグニファイア（MAGNIFIRE）
車：1/12
機核工業（MECHA CORE INDUSTRY）
キャラクター：カロン
机械奇迹（MECHANICAL MARVEL）
キャラクター：机甲恐龙
メカピッグ（广州市机甲猪动漫设计有限公司 / MECHA PIG / MP） / LE+
キャラクター：将魂姫,アニマサーキット,他
機域（MECHS DOMAIN）
キャラクター：カブトムシ小隊
モンモデル（MENG MODEL）
航空機：1/32,1/48,1/72、軍用車両：1/35、車：1/24、艦船：1/150、フィギュア：1/35、キャラクター：流転の地球,新世紀エヴァンゲリオン,DUNE/デューン 砂の惑星,ワールドウォートゥーンシリーズ,造艦師
ミニベース（MINIBASE）
航空機：1/48
ミニホビーモデルズ（MINI HOBBY MODELS）
航空機：1/48,1/72,1/144、軍用車両：1/35,1/144、艦船：1/72,1/144,1/350,1/550,1/600,1/700,1/800,1/880,1/900,1/1100
トランペッターの別ブランド。
銘匠伝（MJZ STUDIO）
キャラクター：赤鬼若 清盛
モデルコレクト（modelcollect）
航空機：1/48,1/72、軍用車両：1/72
MODEL COMPREHEND
キャラクター：宇宙戦神,他
MODEL FUN（模FUN）
キャラクター：夜幽
創世模王（MODOKING）
キャラクター：ダークナイト・トリロジー
モモリング（MOMOLING）
キャラクター：神道物語
モーターニュークリア（摩動核 / MOTOR NUCLEAR）
キャラクター：星甲魂将伝
百川模型（Multifun Model）
キャラクター：CANNED SQUAD unit
ネバーランドホビー（Neverland Hobby）
艦船：1/144
絶模堂（Never Model）
キャラクター：永动少女
ノンゼロスタジオ（零非智造 / NONZERO STUDIO）
キャラクター：ナイト・オブ・ダーク・スカイ,零非系列──诸神之熵,超限零点
核金重構（NUCLEAR GOLD RECONSTRUCTION）
キャラクター：紫微星・白
ヌークマトリックス（核能矩阵 / NUKE MATRIX）
キャラクター：雛蜂,FANTASY GIRLS
NUMBER 57 / クリエイティブフィールド（CREATIVE FIELD）
キャラクター：アーマードパペット,他
NuNu
車：1/24
オレンジキャット / オレンジネコ（橘猫工業 / ORANGE CAT INDUSTRY） / 新重研究所
銃器：1/12、キャラクター：宇宙の騎士テッカマンブレード,アーテリーギア-機動戦姫-,ビーロボカブタック,三体,SUPER ROBOT HEROES,CODE BEAST,水産箱.他
オレンジホビー（ORANGE HOBBY）
航空機：1/72、軍用車両：1/72、艦船：1/700
オロチ（OROCHI）
軍用車両：1/35
OUTLAND MODELS
建造物：Oゲージ（1/40）,Sゲージ（1/64）,1/72,HOゲージ（1/87）,Nゲージ（1/150,1/160）,Zゲージ（1/220）
パンダホビー（Panda Hobby）
軍用車両：1/16,1/35
パンダモデル（PANDA MODELS）
航空機：1/35,1/48,1/144、艦船：1/350
Perfection Industry Company
キャラクター：ドリームギア
星環重工（星环重工 / PLANET-RING INDUSTRY）
キャラクター：ヱヴァンゲリヲン新劇場版
プレイクラブ（喜玩社 / PLAY CLUB）
キャラクター：LH-01
ポップマート（泡泡瑪特 / POP MART）
キャラクター：スイートハウスシリーズ,レジャータイムシリーズ
PRプロダクション（上海溯梦文化传播有限公司 / PR-PRODUCTION）
キャラクター：Project 狩
千秋賞（QIANQiU SHANG）
キャラクター：重装型爆裂磁轨炮,星海迹源
全開スタジオ（全开工作室 / QUANKAI Studio）
キャラクター：ジーンクロス
QUETI STUDIO（雀替科技）
キャラクター：Obsidian Protocol
ラスター（星辉娱乐 / RASTAR）
車：1/16,1/18
レボシス（REVOSYS）
軍用車両：1/35
RIHIO
キャラクター：マルチアビス
リッチモデル（Riich Model）
軍用車両：1/35、艦船：1/350,1/700
Robox Animation（萝播动漫）
キャラクター：アーマードコロッサス
ROKR（若客）
キャラクター：メカニカルエイジ
ロボビースト（兽机械 / ROBOBEAST / BOX INDUSTRIES）
キャラクター：ロボビースト
RPGモデル（海盗旗工作室 / RPG SCALE MODEL）
軍用車両：1/35、近接防御火器：1/35
ライフィールドモデル（RYEFIELD MODEL / RFM）
軍用車両：1/35
SABREモデル（SABRE MODEL）
軍用車両：1/35,1/72
模動空間（SAYING ZONE）
キャラクター：超限猟兵-凱能
サイエンス・トレジャリー（SCIENCE TREASURY）
軍用車両：1/72,1/76
美丰塑膠玩具有限公司の輸出用ブランド。
センボブロック（森宝积木 / SEMBO BLOCK）
キャラクター：源靈戰記
Shanghai Universal Plastic Toys（上海环球塑胶玩具有限公司 / SUPT）
航空機：1/72
マッチボックス再販。
酋長大陸（SHEIK MAINLAND / SM）
キャラクター：ULTRA ACTION TROOPER,3 minutes planning,他
神型科技（SHENXING TECHNOLOGY）
キャラクター：山海経シリーズ
スカンクモデル（SKUNK MODELS）
航空機：1/48,1/72
戰神模型（S-MARS）
航空機：1/144、軍用車両：1/72、艦船：1/700
エスモデル（青島海湛模有限公司 / S-MODEL）
軍用車両：1/72、艦船：1/700
SNAA
キャラクター：星魂
蝸之殼スタジオ（SNAIL SHELL）
キャラクター：TAPIGAL
スノーマンモデル（SNOWMAN MODEL）
航空機：1/700、艦船：1/700
ソアーアート（SOAR ART WORKSHOP）
火砲：1/35,1/144
圣斯基（SOSKILL）
キャラクター：バンブルビー
SOULMOULD（塑灵模玩）
キャラクター：白昼流星
ソウルヴォーグ（魂尚 / SOUL VOGUE）
キャラクター：ファイヤーシャドー,キャノンシャドー,ソードシャドー,ストライクシャドー,他
特戦工業（SPECIAL FORCES INDUSTRY）
キャラクター：SENTINEL
スフィルナ（SPHYRNA）
軍用車両：1/144、艦船：1/700
StarField Toys（星域模玩）
キャラクター：アスガルド
STEEL SOUL（钢铁之魂）
キャラクター：サリー・ヤン,ハンター,他
ストームファクトリー（STORM FACTORY）
航空機：1/32
SULONG
車：1/18,他
SUN QUEEN（日后模玩）
キャラクター：X-01 ディスティニー
超模力（SuperModel Force）
キャラクター：光輝
スシーン（溯行 / Sushing）
キャラクター：海神の帆
スヤタ（SUYATA）
軍用車両：1/48、キャラクター：戦国の三四郎,蒼穹の連合艦隊,不思議博物館,機甲伝,狩人詩篇,MADNESS OF THE STREET,他、ツール：モデラーズペンナイフ
タコム（TAKOM）
航空機：1/16,1/350、軍用車両：1/16,1/35,1/72、艦船：1/72（砲塔のみ）,1/144,1/700、フィギュア：1/16
タイガーモデル（TIGER MODEL）
軍用車両：1/35、艦船：1/35、キャラクター：キュートシリーズ
乱紀元（乱纪元 / THE CHAOTIC ERA / TCE）
キャラクター：Galaxy
サンダーモデル（迅雷模型 / Thunder MODEL）
軍用車両 ：1/35
THUNDER TOYS（雷霆工作室）
キャラクター：TLP-01
Tモデル（T-MODEL）
軍用車両：1/35,1/72
トキソモデル（TOXSO MODEL）
軍用車両：1/72
トライスターモデル（Tristar）
航空機：1/35、軍用車両：1/35、フィギュア：1/35
トロンモデルキット（創模玩 / TRON MODEL-KIT）
キャラクター：SSSS.GRIDMAN,魔動王グランゾート
トランペッター（小号手模型 / TRUMPETER）
航空機：1/24,1/32,1/35,1/48,1/72,1/144,1/350、軍用車両：1/6,1/16,1/35,1/72,1/144、艦船：1/144,1/200,1/350,1/500,1/700,他、フィギュア：1/16,1/35,1/200、キャラクター：バンブルビー,World of Tanks
TT HONGLI
キャラクター：机甲三国,他
ウマモデル（UMa MODEL）
航空機：1/48
ユニマックス（UNIMAX）
航空機：1/72、軍用車両：1/72
ヴィー・ホビー（VEE HOBBY）
艦船：1/700
啓明（启明模玩 / VENUS-TOY）
キャラクター：山海幻域,星骸界,他
ベリーファイア（四川凝聚力科技有限公司 / VERY FIRE）
艦船：1/350,1/700
ヴェスピッドモデル（VESPID MODELS）
軍用車両：1/35,1/72
VIARQUEI（万擎模型）
キャラクター：十二支シリーズ
ボイオ（VOIIO）
軍用車両：1/35
ボイジャーモデル（沃雅模型 / VOYAGER MODEL）
キャラクター：PROJECT WITCH
バルカンスケールモデルズ（Vulcan Scale Models）
軍用車両：1/35
万象具変（WANXIANGJUBIAN MODEL）
キャラクター：アポカリプス
Warhead Studio（弾頭模型工作室）
航空機：1/144
Warriors Workshop（武士工坊）
キャラクター：レムナント・ドーム
ウォースラッグス（WARSLUG）
軍用車両：1/35
WIST
キャラクター：メイデンクロス
無双モデル（無雙模型 / WUSHUANG MODEL）
キャラクター：三国戦姫
イグザクトスケールモデルズ（Xact SCALE MODELS）
軍用車両：1/35
シャオティ（XIAOT）
キャラクター：C.A.T
新時模型（Xinshi Hobby）
航空機：1/144、宇宙機：ノンスケール、キャラクター：メタルスラッグ,霊篭:INCARNATION,カラフルキュートタンクシリーズ
XUANHUA STUDIO
キャラクター：玄華宮
シュントンモデル（迅通模型 / XUNTONG MODEL）
航空機：1/48
壱理創玩（YI LI CHUANG WAN）
キャラクター：フルーティーロボ,太初,極道警備司
ヨロパーク（yolopark）
キャラククター：トランスフォーマー,煌霊戦術小隊,OTF
宇博文創（YUBO）
キャラクター：戦騎女神
造-ZAOWORKSHOP
キャラクター：セイントアーマー,他
ゼログラビティ（零重力 / ZERO GRAVITY）
キャラクター：JUDGE
正徳福 / キテック（ZHENGDEFU / KITECH）
航空機：1/48,1/72,1/144,1/300、軍用車両：1/48、艦船：1/150,1/260,1/300,1/550,1/800,1/900,他、車：1/16,1/32
狀元娃（Zhuang yuan wa）
家具：ノンスケール
ジミモデル（ZimiModel） / ホンモデル（HONG Model）
航空機：1/32,1/35,1/48、軍用車両：1/35,1/48、キャラクター：Q-MEN

### オーストラリア
ハイプレインズ・モデルズ（HIGH PLANES MODELS）
航空機：1/48,1/72,1/144
ホライズンモデル（HORIZON MODELS）
宇宙機：1/72
オズモッズ（OzMods）
航空機：1/72,1/144
ショーケースモデルズ（SHOWCASE MODELS）
軍用車両：1/35、艦船：1/350
ベンチュラ（Ventura）
航空機：1/48,1/72

### ニュージーランド
バトルフロントミニチュア（BATTLEFRONT Miniatures）
航空機：1/100、軍用車両：1/100、フィギュア：1/100
ファルコン（FALCON）
航空機：1/48,1/72
キーウィモデル（KIWI MODELS）
航空機：1/72
コータリモデルス（KŌTARE Models）
航空機：1/32
タスマン（TASMAN Model Products）
航空機：1/48,1/72
ウイングナット・ウイングス（WINGNUT WINGS）
航空機：1/32

### イスラエル
アイベックス（IBEX PLASTIC MODELS）
航空機：1/48
スターフィックス（Starfix）
航空機：1/55,1/72,1/96,1/100,1/125,1/144,1/175,1/288

### トルコ
PMモデル（PM MODEL）
航空機：1/72,1/96
タンモデル（TANMODEL）
航空機：1/32,1/48,1/72

## 南北アメリカ

### アメリカ合衆国
アキュレイトミニチュア（ACCURATE MINIATURES）
航空機：1/48,1/72、車：1/24
Adam Poots Games
キャラクター：Kingdom Death
AMT（Aluminum Model Toys） / AMT/ERTL
航空機：1/48,1/57,1/520、艦船：1/25、車：1/16,1/25,1/32,1/43、バイク：1/25、宇宙機：1/96,1/200、キャラクター：スタートレック,スター・ウォーズ
現在はRound2社傘下のブランドとなっている。
アムテック（AMtech）
航空機：1/48,1/72
アトランティスモデル（ATLANTIS MODEL）
オーロラ復刻、リンドバーグ復刻
アトミックシティ（Atomic City）
宇宙機：1/12
アトラス（ATLAS MODEL RAILROAD）
建造物：Oゲージ（1/48）,HOゲージ（1/87）,Nゲージ（1/160）
バックマン（BACHMANN）
建造物：HOゲージ（1/87）,Nゲージ（1/160）、生物：1/1,他
バウザー（Bowser）
鉄道：HOゲージ（1/87）
クラシックエアフレーム（Classic Airframes）
航空機：1/48
コンコー（CON-COR）
建造物：HOゲージ（1/87）,Nゲージ（1/160）
デンコム（DENCOMM）
キャラクター：モンスターシーンシリーズ
ドール＆ホビー（DOLL & HOBBY）
キャラクター：宇宙家族ロビンソン,巨人の惑星,ノートルダム・ド・パリ
アンコールモデルズ（ENCORE E MODELS）
航空機：1/48,1/72、艦船：1/232
ファンゲーマー（Fangamer）
キャラクター：Outer Wilds
Field of Armor Tanks
軍用車両：1/6
ギャラクシーリミテッド（Galaxie LIMITED）
車：1/24,1/25
ゲイル・フォース・ナイン（GaleForce nine）
航空機：1/100、軍用車両：1/100、他
グレンコモデル（GLENCOE MODELS）
ストロンベッカー、ITC、マルクストイ等、今はなきメーカーのキットを再販するブランド。
ハンザシステム（HANSA SYSTEM）
建造物：1/35
ハットインダストリー（HäT）
軍用車両：1/72、フィギュア：1/32,1/72
ハズブロ（Hasbro）
キャラクター：スティックファス,マイリトルポニー
ホッピンハイドロ（HOPPIN HYDROS）
自転車：1/6、ホイール：1/24 - 1/25、他
アイメックス（IMEX）
航空機：1/35、艦船：1/400,1/450,1/550、バイク：1/12、フィギュア：1/12,1/32,1/72、キャラクター：サンダーバード
インペリアル・ホビー・プロダクション（IMPERIAL HOBBY PRODUCTION / IHP）
艦船：1/700
インターマウンテンレールウェイ（INTERMOUNTAIN RAILWAY）
鉄道：HOゲージ（1/87）,他、宇宙機：1/144
ジョーハン（JO-HAN / JOHAN）
航空機：1/72、車：1/25
リンドバーグ（LINDBERG）
航空機：1/32,1/48,1/64,1/72,1/144,他、軍用車両：1/48,1/72,他、艦船：1/72,1/350,他、車：1/24,1/25,1/32,他、その他：恐竜,人体模型,他
現在はRound2社傘下のブランドとなっている。
ライフライク（LIFE-LIKE）
航空機：1/32,1/40,1/48、軍用車両：1/40、艦船：1/58,1/82,1/88,1/96,1/124,1/125,1/160,1/163,1/170,1/180,1/200,1/210,1/225,1/240,1/245,1/250,1/300,1/320,1/350,1/450,1/500,1/1200、車：1/32,1/48、バイク：1/16、建造物：HOゲージ（1/87）,Nゲージ（1/160）、銃器：1/1、火砲：1/24,1/40、生物：4/1,2/1,1/1,1/6,1/8,他
ライオネル（LIONEL）
建造物：Oゲージ（1/48）,HOゲージ（1/87）
メリットインターナショナル（MERIT INTERNATIONAL）
航空機：1/18,1/24,1/48、軍用車両：1/16,1/18,1/35、艦船：1/35,1/48,1/72,1/200,1/350
ミッドシップモデル（MidShip MODELS）
艦船：1/700
ミニクラフト（MINICRAFT MODEL KITS）
航空機：1/48,1/72,1/144、艦船：1/350,1/700
1970年代初めから1984まではハセガワの製品、1985年から1995年までは韓国アカデミーの製品のOEM販売を行っていた。それ以降はアカデミー製のキットの一部と、1/144の旅客機を中心とした自社開発製品を主に販売している。
メビウスモデル（MOEBIUS MODELS）
艦船：1/72、車：1/25、キャラクター：GALACTICA/ギャラクティカ,2001年宇宙の旅,原子力潜水艦シービュー号,アイアンマン他
主に旧オーロラの成型品を基に新たに金型を作成した復刻品やオーロラのテイストで新たに作成したキットを発売している。
MRC（Model Rectifier Corporation）
鉄道模型・ダイキャストディスプレイエアモデルを主とするメーカー。
MPC（Model Products Corporation）
1960年代半ばからエアフィックス社のキットをOEM販売していたほか、車や『スター・ウォーズ』に代表される映画やTVに登場するメカなどをモデル化していた。1980年代半ばにERTL社に買収された後、一部のキットは同じくERTL社に買収されたAMTのブランドで販売された。2010年代に入り、新しいオーナーとなったRound2社の下で旧キットの再発売を行っている。
パシフィックコーストモデル（PACIFIC COAST MODELS）
航空機：1/32,1/48
パンダプラスチックス（PANDA PLASTICS）
履帯：1/35
ペガサスホビー（PEGASUS HOBBIES）
航空機：1/48、軍用車両：1/72、フィギュア：1/48,1/72、キャラクター：宇宙戦争,ノーチラス号,他
プラストラクト（Plastruct）
航空機：1/200,1/500,1/1000、艦船：1/100,1/200、小物：1/48、他
ポーラー・ライツ（POLAR LIGHTS）
キャラクター：スタートレック、禁断の惑星他
1990年代の後半より玩具メーカーのプレイングマンティス社（PRAYING MANTIS）が使用していたプラモデル販売用のブランド。その名の通り、旧オーロラの金型を使用した再生産品、旧オーロラの成型品を基に新たに金型を作成した復刻品、オーロラのテイストで新たに作成したキットなどを販売していた。一部のキットはオーロラのブランドで販売された。2013年現在はAMT、MPCなどと共にRound2社の傘下にある。
リーパーミニチュア（REAPER MINIATURES）
キャラクター：Combat Assault Vehicle,他
レベル / ラベール（REVELL）
航空機：1/32,1/48,1/72,1/100,1/144,他、軍用車両：1/32、艦船：1/72,他、車：1/24,1/25,1/32、バイク：1/12、フィギュア：1/8,他、キャラクター：スター・ウォーズ,宇宙空母ギャラクティカ、恐竜
サルビノスJRモデルズ（Salvinos JR Models）
車：1/24,1/25
スパイダルコ（Spyderco）
ナイフ：1/1
スコードロン（SQUADRON MODELS）
航空機：1/72、小物：1/35
テスター（TESTORS）
航空機：1/32,1/48,1/72、軍用車両：1/32,1/35
本業は模型用塗料のメーカーであり、旧ホークのキットとイタレリ製品のOEM販売で知られるが、1980年代半ばにはエレールおよびフジミ模型の製品のOEM販売も行っている。2004年にはクイックビルダーと称する塗装済みスナップキットも発売している。
1986年には「アメリカ空軍が極秘裏に開発している機体を独自の情報源から得た図面を元に模型化した」という触れ込みで「ステルス戦闘機 F-19（F-19 STEALTH FIGHTER）」を発売し、アメリカのみならず世界的大ヒットとなった。
ViiKONDO
航空機：1/48,1/144、軍用車両：1/72,1/144、艦船：ノンスケール、バイク：1/24、銃器：1/6、キャラクター：WAR ─Military action─
ウォルサーズ（WALTHERS）
建造物：HOゲージ（1/87）,Nゲージ（1/160）
ウォーゲームズ・アトランティック（WARGAMES ATLANTIC）
フィギュア：ノンスケール
ウィリアムズブラザーズ（Williams Brothers）
航空機：1/32,1/48,1/72
ウィルド（WYRD MINIATURES）
キャラクター：マリフォー
12スクァッド（12 SQUARED）
航空機：1/48,1/72,1/144、艦船：1/72
アダムズ（ADAMS）
航空機：1/40,1/48、軍用車両：1/40、艦船：1/457、宇宙機：1/76,1/87、馬車：1/48
アダープロダクツ（ADDAR PRODUCTS）
航空機：1/82,1/88,1/91,1/175、艦船：1/200,他、車・バイク（イーベル・ニーベル使用車）：1/12,1/24、生物：1/12、キャラクター：猿の惑星,ジョーズ、ボトルキットSUPER SCENES
ADVENT
航空機：1/28,1/67,1/72,1/75,1/81,1/83,1/144,1/175、艦船：1/100,1/125,1/142,1/232,1/240,1/249,1/254,1/285,1/376,1/426,1/487,1/500,1/530,1/535,1/542,1/570,1/720、車：1/25,1/32
レベルが1979年から1980年まで使用した別ブランド。
AHM
航空機：1/64,1/72,1/87,1/144、軍用車両：1/35,1/40,1/50,1/72,1/76,1/87、艦船：1/96,1/320,1/400,1/460,1/480,1/482,1/508、車：1/12,1/16,1/20,1/25,1/32,1/40、建造物：1/87、銃器：1/1、フィギュア：1/8
AIR LINES
航空機：1/72
アルバトロス（ALBATROSS LTD.）
艦船：1/700
オーロラ（AURORA）
1950年代初めからプラモデルを発売した古参メーカーであり、航空機、艦船等のスケールモデルも多数ラインナップしていたが、それよりもコミック、TV、映画等の登場人物や怪物をモデル化したモンスターシリーズの方が人気は高かった。日本に先駆けて、ゴジラのプラモデルを発売してもいた。
1977年に活動を停止した後、金型のほとんどはモノグラム社に移管されたが、モノグラムから再発売されたキットは（特にスケールモデルに関しては）少ない。モンスターシリーズについては、モノグラムからも一部が再発売されたほか、復刻したものも含め他社からも再発売されている。
アヴィエーションUSK（AVIATION USK / AV-USK）
航空機：1/48,1/72
バナーモデル（BANNER MODELS）
艦船：1/350
ビーチナッツ（Beechnut Models）
航空機：1/72
コブラカンパニー（Cobra COMPANY）
航空機：1/48
コメット（COMET）
航空機：1/48,1/54,1/60,1/62,1/70,1/88,1/110,1/125,1/300,他、ミサイル：1/95,1/115,1/135,1/144
EDUCATION PRODUCTS
生物：1000/1,70/1,8/1,2/1,1/1,1/6,他、建造物：1/225
エルドン（ELDON）
航空機：1/72,1/100、軍用車両：1/87、車：1/24,1/25,1/32,1/66
エンテックス（ENTEX）
航空機：1/48,1/55,1/72,1/90,1/100,1/110,1/120,1/144,1/200,1/240,1/320,1/480,1/600、軍用車両：1/8,1/15,1/76、艦船：1/82,1/350,1/400、車：1/8,1/12,1/16,1/20,1/24,1/25,1/28,1/32,1/43、バイク・自転車：1/8,1/12,1/16,1/25、宇宙機：1/144、鉄道：1/26,1/38,1/45,1/50、銃器：1/1、エンジン：1/8、キャラクター：科学忍者隊ガッチャマン,宇宙からのメッセージ
エバーグリーンスケールモデルズ（evergreen scale models）
建造物：Oゲージ（1/48）,HOゲージ（1/87）
グランドフェニックス（Grand Phoenix MODEL PRODUCTS）
航空機：1/48
ホーク（HAWK）
第二次大戦後まもなくプラモデルを発売した米国最古のプラモデルメーカーであったが、1971年にテスター社に買収され、以降はテスターブランドで販売が継続された。
ハブリー（HUBLEY）
車：1/18,1/20,1/22,1/24,1/25、銃器：1/1
アイデアル・トイ・カンパニー（IDEAL Toy Company / ITC）
航空機：1/32,1/48,1/50,1/52,1/54,1/64,1/66,1/74,1/81,1/89,1/100,1/156,1/330,他、軍用車両：1/15,1/24,1/32、艦船：1/24,1/48,1/74,1/96,1/225,1/350,1/366,1/384,1/390,1/400,1/450,1/556,他、車：1/8,1/12,1/16,1/19,1/24,1/25,1/56,1/60,1/72,1/87,1/90、バイク：1/9,1/10、鉄道：1/120、銃器：1/1、宇宙機：1/6、フィギュア：1/10、建造物：ノンスケール、生物：20/1,1/6,1/8,1/25,他
IMC（Industro-Motive Corporation）
航空機：1/32,1/48,1/72、車：1/20,1/25,1/32、バイク：1/10,1/17
K&B
航空機；1/48、車：1/24,1/25,1/32
レオマン（LEOMAN）
航空機：1/72,1/144
LTD（LTD MODELS）
航空機：1/48
マルクストイ（MARX Toy Company）
艦船：1/20,1/40,1/96,1/144、建造物：1/48,1/225,他、生物：1/1、馬車：1/16、科学工作：ルーブ・ゴールドバーグ・マシン
メイクラフト（Meikraft Models）
航空機：1/72
モデルUSA（MODEL USA）
航空機：1/48
モノグラム（MONOGRAM）
1950年代半ばからプラモデルを発売した老舗のメーカーであり、1/48の航空機を中心とした高品質のキットを発売し高い評価を受けていたが、1980年代後半に長年の競合メーカーであったレベル社と同一の資本下に入って合併し、レベルモノグラムとなった。合併後もしばらくは従来のブランドでの販売が継続されたが、旧モノグラムの製品は順次レベルブランドに移管され、現在はほとんどレベルブランドで販売されている。
MP MODELS
軍用車両：1/35
PALMER Plastics（PSM）
車：1/24,1/25,1/32,1/43、艦船：1/25、火砲：1/24、生物：ノンスケール
PRECISION PLASTICS COMPANY
フィギュア：1/8,1/12、生物：ノンスケール
プロモデラー（PRO MODELER）
航空機：1/32,1/48,1/72、車：1/25
レベル（レベルモノグラム）が用いた別ブランド。
パイロ（PYRO）
航空機：1/32,1/48、艦船：1/24,1/35,1/58,1/64,1/72,1/79,1/82,1/88,1/95,1/96,1/110,1/124,1/125,1/138,1/144,1/150,1/160,1/163,1/170,1/180,1/200,1/210,1/225,1/240,1/245,1/250,1/297,1/300,1/320,1/350,1/450,1/476,1/500,1/560,1/665,1/735,1/1200、車：1/16,1/25,1/32、バイク：1/16、自転車：1/8、建造物：1/328、銃器：1/1、フィギュア：1/8、生物：4/1,2/1,1/1,1/6,他
Rare-Plane Detective（RPD）
航空機：1/60
レンウォール（RENWAL）
航空機：1/48,1/72、軍用車両：1/32、艦船：1/200,1/500,1/1200、車：1/12,1/25,1/48、エンジン：1/3,1/4、生物：1/1,1/5
Sierra Scale Models
航空機：1/48,1/72
スキルクラフト（Skilcraft）
宇宙機：1/72、生物：2/1,1/1,1/4,1/5
SMP（Scale Model Products）
車：1/25
スナップ（SNAP Plastics）
航空機：1/40、軍用車両：1/40
ストロンベッカー（STROMBECKER）
航空機：1/42,1/43,1/48,1/60,1/144、車：1/24,1/28,1/32、宇宙機：ノンスケール
トイ・ビズ（TOY BIZ）
キャラクター：マーベル・コミック
UPC
1960年代半ばから1970年代初めにかけて、イギリスのIMAや、日本のマルサン、ハセガワ、アオシマ、フジミ等のキットを自社のブランドでOEM販売していた。マルサンの製品にはモノグラムやリンドバーグ、オーストリアのロコ等の製品のコピーも含まれていたため、コピー元となったメーカーからのOEMと誤解されることもある。
ヴァーニー（VARNEY）
航空機：1/48、艦船：1/64,1/240,1/245
ウォーゲームファクトリー（wargames FACTORY）
フィギュア：1/100,ノンスケール（28mm）、キャラクター：Alien Suns,Dark Futures

### カナダ
ドリームポッド9（DREAM POD 9 / DP9）
キャラクター：ヘビーギア
ホビークラフト・カナダ（HOBBYCRAFT CANADA）
航空機：1/24,1/32,1/48,1/72,1/100,1/120,1/144,1/288,1/300、軍用車両：1/35、艦船：1/120、建造物：1/12
モデルクラフト（MODELCRAFT）
航空機：1/32,1/48,1/72,1/100,1/144、軍用車両：1/35、艦船：1/130,1/150,1/300,1/500
モナークモデル（MONARCH）
旧オーロラ風のフィギュアキットを発売している。
PARAMOUNT
航空機：1/28,1/48,1/50,1/65,1/70,1/72,1/75,1/80,1/144,1/150,1/220,1/300、軍用車両：1/20,1/35,1/36,1/50,1/55,1/60、艦船：1/60,1/250,1/300,1/400,1/550,、車：1/12,1/16,1/20,1/24,1/25,1/30,1/32,1/72、楽器：1/8、キャラクター：キャプテン・スカーレット,宇宙大怪獣ギララ,ミドリSFシリーズ,他

### メキシコ
ロデラ（LODELA）
別名メキシコレベルと呼ばれるように、米レベル社の製品を現地で製造・販売した会社として知られているが、仏エレール社の製品の販売も行っている。また、ボックスや説明書の表記を現地語に変えただけでなく、独自のデカールをセットした製品も存在する。
ネコミサ（NECOMISA / PEGASO）
米リンドバーグ社の金型を使用したキットを主に出している。

### ブラジル
ELAGA
航空機：1/48
キコ（KIKO / KIKOLER）
ブラジルレベルの別名で知られるが、エアフィックスの製品のOEM販売も行っていた。

## 西ヨーロッパ

### ドイツ
16.02
火砲：1/35
ガレージキットメーカーであるカスタムスケール社（CUSTOM-SCALE）のプラモデル用ブランド。
アエロノート（aero=naut Modellbau）
航空機：1/200、艦船：1/200
アーノルト（ARNOLD）
建造物：Nゲージ（1/160）
アーセナル-M（ArsenalM） / Airpower87
航空機：1/87、軍用車両：1/35,1/87
アオハーゲン（Auhagen）
建造物：HOゲージ（1/87）,HO・TTゲージ（1/100）,TTゲージ（1/120）,Nゲージ（1/160）
ブラバ（BRAWA）
建造物：HOゲージ（1/87）,Nゲージ（1/160）
ブッシュ（BUSHU）
航空機：1/140,1/150,1/175,1/180、艦船：1/87、車：1/87、建造物：1/87、生物：1/87、UFO：1/87
クラシックプレーン（Classic Plane）
航空機：1/72
ダーク・ドリーム・スタジオ（Dark Dream Studio）
フィギュア：1/72、キャラクター：SPACE BATTLES
ダス・ヴェルク（Das Werk）
航空機：1/32、軍用車両：1/16,1/35、艦船：1/72
ファーラー（FALLER）
航空機：1/87,1/100,1/160、艦船：1/87、車：1/24,1/32、建造物：1/87,1/120,1/160,1/220
フライシュマン（FLEISHMANN）
建造物：HOゲージ（1/87）,Nゲージ（1/160）
フルクツォイク（FLUGZEUG）
航空機：1/32,1/72
ゲオブラ（GEOBRA）
航空機：1/50、軍用車両：1/32,1/50、宇宙機：1/48
ガリバー（GULLIVER Modelversand）
フィギュア：1/72
フーマモデル（HUMA MODELL）
主にドイツ製の航空機を1/72で製品化していた。
カロアスモデル（KARO-AS MODELLBAU）
航空機：1/48,1/72
キブリ（Kibri）
艦船：1/87、車：1/87,1/160、建造物：1/87,1/160,1/220、他
リニアB（LINEAR-B）
フィギュア：1/72
マコ（MACO）
軍用車両：1/72
メルクリン（märklin）
建造物：HOゲージ（1/87）
ノッホ（NOCH）
艦船：1/87
ピコ（PIKO）
建造物：Gゲージ（1/22.5）,HOゲージ（1/87）,Nゲージ（1/160）
ポーラ（POLA）
建造物：1/22.5,他。1/87スケールなどはファーラーに移管された。
プライザー（PREISER）
軍用車両：1/72,1/87、フィギュア：1/24,1/32,1/35,1/48,1/72,1/87,1/100,1/144,1/160,1/200,1/350,1/500,他
ドイツレベル（Revell GmbH & Co.）
航空機：1/28,1/32,1/48,1/72,1/100,1/144、軍用車両：1/35,1/72,1/76、艦船：1/72,1/144,1/350,1/570,1/720,他、車：1/24,1/25、バイク：1/12、宇宙機：1/24,1/72,1/100,1/144,1/288、フィギュア：1/8,1/16,1/32,1/35,1/48,1/72,1/76,1/87,他、キャラクター：スター・ウォーズ,トップガン
自社で開発した製品に加えて、かつての親会社であった米レベルの製作した製品、米レベルと合併した旧モノグラムの製品、金型を保有している旧マッチボックスおよびIMAの製品の一部、さらにイタレリやハセガワを始めとする多くのメーカーからのOEM製品等、大量のキットを販売している。パッケージ横の原産国表示により、内容のある程度の推測（例：日本製の場合ハセガワOEM、韓国製の場合はエース・コーポレーションの製品か韓国国内の金型メーカーによる製作、イタリアならイタレリOEM、中国ならドラゴンかトランペッター）は可能である。
リバイバル・ドイッチュラント（REVIVAL DEUTSCHLAND）
車：1/20
かつてはリバイバル（REVIVAL）という名前でイタリアに拠点を置いて活動していた。
ロスコフ（ROSKOPF / RMM）
1/100（一部1/87）の航空機と、ロコに似た体裁の1/100の軍用車両を出していた。航空機のキットの中には日本製の1/100モデルのOEM品もあった。
RTモデル（RT Modell）
航空機：1/72
シャットン（SCHATTON MODELLBAU）
軍用車両：1/72
シュルツ（SCHULCZ）
艦船：1/100,1/200,1/250,1/333,1/500、車：1/50,1/100,1/150,1/200,1/250,1/333,1/500、フィギュア：1/25,1/50,1/100,1/150,1/200,1/250,1/500、小物：1/25,1/33,1/50,1/100,1/150,1/200,1/250,1/500、他
Tank-Modellbau
軍用車両：1/16
トガ（TOGA）
航空機：1/72、軍用車両：1/35,1/72
トムモデル（TOM Modellbau）
軍用車両：1/35
トリックス（TRIX）
艦船：HOゲージ（1/87）、建造物：HOゲージ（1/87）,Nゲージ（1/160）
UTモデル（UT-models）
車：1/24
プラスチカルト（VEB PLASTICART）
旧東ドイツにあったメーカー。主な製品は1/100の航空機で、ソ連製の機体を多くモデル化していた。ドイツ統一後、マスターモデル（MASTER MODEL）と名称を変えた。
フォルマー（VOLLMER）
建造物：1/22.5,1/87,1/120,1/160,1/220、他
ウィングマンモデル（WINGMAN Models）
航空機：1/48
WK models
航空機：1/72
XION
軍用車両：1/16

### イギリス
A Call to Arms
フィギュア：1/32,1/72
アクセサリーズ・グレートブリテン（Accessories Great Britain / AccsGB）
航空機：1/72、軍用車両：1/72
エアロクラブ（AEROCLUB）
航空機：1/48,1/72,1/144
エアフィックス（AIRFIX）
航空機：1/24,1/48,1/72,1/144、軍用車両：1/32,1/35,1/48,1/72,1/76、艦船：1/72,1/400,1/600、車：1/12,1/32、鉄道：1/25,1/32,1/76、宇宙機：1/76,1/144、フィギュア：1/9,1/12,1/32,1/48,1/72,1/76、キャラクター：キャプテン・スカーレット,ストラトス・フォー,トップガン
アーマーファスト（ARMOURFAST）
軍用車両：1/72
ビーコンモデルズ（BEACON Models）
航空機：1/144
ブルーマックス（BLUE MAX）
航空機：1/48
ダポール（DAPOL）
かつてキットマスターやエアフィックスから発売されていた1/76スケールの建築物や鉄道車両、自動車などを引継ぎ、発売している。鉄道車両はOOゲージ規格となっている。
イーグルウォール（EAGLEWALL）
航空機：1/96,1/144、艦船：1/1200,他、建造物：1/328、銃器：1/1
エマー / エムハー（EMHAR）
航空機：1/72、軍用車両：1/35,1/72、フィギュア：1/32,1/35,1/72
フロッグ（FROG）
IMA社のプラモデルブランド。1930年代半ばに現在のプラモデルの原型といえる1/72の航空機キット「ペンギン・シリーズ」を発売した、世界最初のプラモデルメーカーであったが、1977年に活動を停止し、枢軸国の航空機等の一部の金型はドイツレベルに、残りの大半の金型はフロッグのキットを販売していたロヴェックス社の親会社である大手玩具メーカー、DCM社が設立したノボに移管された。
ゲームズワークショップ（Games Workshop）
キャラクター：ウォーハンマー,ウォーハンマー40,000,指輪物語,他
グリッピング・ビースト（GRIPPING BEAST / GBP）
フィギュア：ノンスケール（28mm,他）、キャラクター：SAGA,他
ハルシオン（HALCYON）
キャラクター：エイリアンシリーズ,バック・トゥ・ザ・フューチャーシリーズ,ジャッジ・ドレッド,プレデター2,ターミネーター
ホーンビィ（HORNBY）
建造物：OOゲージ（1/76）,HOゲージ（1/87）
INPACT KITS
航空機：1/48
JBモデル（JB MODELS）
軍用車両：1/76
キールクラフト（KEIL KRAFT）
車：1/72、鉄道：1/72
キットマスター（Kitmaster）
バイク：1/16、鉄道：1/76,1/120
マッチボックス（MATCHBOX）
老舗のミニカーメーカーであり、1973年よりプラモデルの販売を開始した。1980年代後半にプラモデル部門はドイツレベルの傘下に入ったが、一部旧レベルの商品をラインナップに加える形でマッチボックスブランドでの販売が継続された。2000年代に入り、マッチボックスブランドでのプラモデルの販売は終了したが、一部のキットはレベルブランドで販売されている。また、1990年代以降、中国でパッケージされた商品も流通している。
メリット（MERIT）
航空機：1/48,1/50、艦船：1/24,1/68,1/70,1/100,1/250,1/500、車：1/24,1/32,1/76
マーリンモデル（MERLIN MODEL）
航空機：1/48,1/72
ノース・スター・ミリタリー・フィギュア（NORTH STAR Military figures）
キャラクター：フロストグレイブ,オースマーク、他
ノボ（NOVO）
FROGの倒産後その金型の大部分を入手して販売を行ったが、僅か5年程で活動を停止し、以後FROGの金型はばらばらになって旧ソビエト／東欧圏のメーカーを流転することになった。キットの成形は旧ソビエトの工場で行われたが、ノボという会社自体はイギリスで創設・営業されていた。
ピィコ（Peco）
建造物：1/43.5,1/76,1/148、他
ペガサス（PEGASUS）
航空機：1/72
主に簡易インジェクションのキットを販売している。2021年よりガレージキットメーカーであるフレイトドッグモデルス（FREIGHTDOG MODELS）社傘下のブランドとなっている。
ペリーミニチュア（Perry Miniatures）
フィギュア：ノンスケール（28mm）
パイオニア2（PIONEER 2）
航空機：1/72
プラスチックソルジャー（PLASTIC SOLDIER）
軍用車両：1/72、フィギュア：1/72
プレミア（PREMIER）
航空機：1/48,1/72
レッドスター（RED STAR）
航空機：1/72
レトロウイングス（RetroWings）
航空機：1/72,他
ルビコンモデル（RUBICON MODELS）
航空機：1/56、軍用車両：1/56、フィギュア：1/56
S＆Mモデル（S&M MODELS）
航空機：1/72,1/144
シルバークラウド（SILVER CLOUD）
航空機：1/48
ヴァリアントミニチュア（VALIANT MINIATURES）
フィギュア：1/72
VEEDAY MODELS / VALHALLA
航空機：1/72
ヴィクトリックス（VICTRIX）
航空機：1/100、軍用車両：1/144、フィギュア：1/32,ノンスケール（28mm）
Vivid Imaginations
キャラクター：カーズ2,トイ・ストーリー3,スパイダーマン
ウォーロードゲームズ（WARLORD GAMES）
軍用車両：1/56、フィギュア：ノンスケール（28mm）、キャラクター：ボルトアクション・コンフリクト'47
エクストラキット（XTRAKIT）
航空機：1/72

### フランス
AEROFILE
航空機：1/72
AL-BY
軍用車両：1/35
アルマゲドン（ARMAGEDDON）
軍用車両：1/72、艦船：1/72
マッハ2の別ブランド。
アイアンサイド（AZIMUT IRONSIDE）
軍用車両：1/35、鉄道：1/35
Cap Croix du Sud
航空機：1/72
ダイナモモデル（DYNAMO MODELS）
火砲：1/35
EUROKIT
航空機：1/72
フォンドリーミニアチュール（FONDERIE MINIATURE / F.M）
航空機：1/48、軍用車両：1/35、艦船：1/35
エフレジン（F-RSIN）
航空機：1/144
エレール / ヘラー（HELLER）
航空機：1/35,1/48,1/72,1/100,1/125,1/144,1/800,他、軍用車両：1/35,1/72、艦船：1/200,1/400,他、フィギュア：1/24,1/35,1/72,1/76
ヒストレックス（HISTOREX）
フィギュア：1/30,ノンスケール（54mm）,他、小物：1/30,1/35,他
ハイテック（Hi-Tech）
航空機：1/48
マッハ2（Mach2）
航空機：1/48,1/72、車：1/35、宇宙機：1/48,1/72
ミックスキット（MIXKIT）
航空機：1/72
MKD
建築物：1/87,1/160
マストハブ（MustHave! Models）
航空機：1/24,1/32,1/48
Record
車：1/25
シニファー（SIGNIFER / SINIFER）
航空機：1/48
シミラー（simil'R）
車：1/24
ソリド（solido）
航空機：1/43,1/54,1/60,1/100,1/197,他、車：1/43
YKREOL
フィギュア：1/72

### イタリア
Artiplast
航空機：1/40,1/48,1/50
アストロキット（ASTROKIT / ASTROMODEL）
航空機：1/48,1/72
ATLANTIC
航空機：1/87,1/100,1/144、軍用車両：1/32,1/76,1/87、艦船：1/87,1/300,1/700,他、車：ノンスケール、フィギュア：1/32,1/72,1/76,1/87,他、キャラクター：宇宙海賊キャプテンハーロック,UFOロボ グレンダイザー,Galaxy Series
ブラーゴ（bburago）
車：1/18,1/24,他、バイク：1/18
デルタ（DELTA） / デルタ2（DELTA 2）
航空機：1/72
ドックモデルズ（DOC MODELS）
軍用車両：1/72
エッシー（ESCI）
1970年代前半からプラモデルの販売を開始し、1/9のオートバイ、1/48と1/72の航空機、1/35と1/72の軍用車両などを発売した。1980年代の末に米ERTL社の傘下に入り、一部のキットは同じERTL傘下のAMT社からも販売された。2000年代に入って再び金型はイタリアに戻り、イタレリから一部のキットが販売されている。
ファイア・フォージ（FIREFORGE GAMES）
フィギュア：ノンスケール（28mm,他）、キャラクター：フォーゴトン・ワールド,他
フライングマシーン（FLYING MACHINES）
航空機：1/48
フレムス（FREMS）
航空機：1/48
GRISONI
車：1/48、バイク：ノンスケール、他
イタレリ（ITALERI）
航空機：1/32,1/48,1/72、軍用車両：1/35,1/72、艦船：1/35,1/720、車：1/24、フィギュア：1/9,1/32,1/35,1/72
ラッキートイ（LUCKY TOYS）
フィギュア：1/72
MACKIT
航空機：1/48,1/100
MISTER KIT
航空機：1/72
ネクサス（NEXUS）
フィギュア：1/72、他
OKジェット（OK JET）
建造物：1/144
ガレージキットメーカーであるブラッズモデル社（BRA.Z MODELS）のプラモデル用ブランド。
Playkit
航空機：1/200、艦船：1/2500、車：1/20,1/32,1/38,1/43、バイク：1/20
ポケール（Pocher）
車：1/8、バイク：1/4
プロター（PROTAR）
艦船：1/40、車：1/12,1/24、バイク・自転車：1/9
RCRモデルス（RCR MODELS）
航空機：1/72
スーパーモデル（Supermodel）
イタレリから分離したメーカー。2000年代後半に再びイタレリの傘下に入った。
タウロモデル（TAURO MODEL）
航空機：1/48、軍用車両：1/35、艦船：1/400
ワーテルロー1815（Waterloo 1815）
フィギュア：1/72

### オーストリア
ロコ（Roco）
HOスケール（1/90スケール前後）のプラ製ミニカーと軍用車両（ミニタンク）を販売していた。ミニタンクは組み立てた状態でパッケージされているが、初期の製品を除き本体以外に購入者が取り付ける部品が大量に付属しており、実質的には車体のみ組み立て済みの半完成キットであった。また数は少ないが航空機は完全にプラモデル形態で販売されていた。2000年代の半ばにミニタンクの製造および発売はドイツのヘルパ社（Herpa）に移った。2010年代の半ばには、ミニタンクを未組み立てのプラモデル形態としたものがロコのブランドで発売された。

### スイス
3Dブリッツモデル（3D Blitz Models）
航空機：1/72
ブルーキャットモデル（Blue Cat Models）
軍用車両：1/48
MK72
軍用車両：1/72

### オランダ
MWモデル（MW Models）
軍用車両：1/35,1/72、艦船：1/400

### ベルギー
ベルキット（BELKITS）
車：1/24
ダコ（DACO Products）
航空機：1/32,1/144
PJプロダクション（PJ production）
航空機：1/72

### スペイン
AKインタラクティブ（AK Interactive）
航空機：1/48、軍用車両：1/35、フィギュア：1/35
アモ（AMMO by MIG Jimenez）
航空機：1/48、軍用車両：1/16,1/35,1/72
グリーンスタッフワールド（GREEN STUFF WORLD）
小物：ノンスケール
model FAB
小物：1/87,1/160

### ポルトガル
D.モデルキッツ（D.MODELKITS）
車：1/24
オシデンタル（Ocidental Réplicas）
航空機：1/48、艦船：1/75,1/100,1/250

### アイルランド
ミラーモデルズ（MIRROR MODELS）
軍用車両：1/35

### デンマーク
フライングタイガーコペンハーゲン（flying tiger copenhagen）
恐竜：ノンスケール、科学工作：スパイダーロボット
ヘルヤン（Heljan）
建築物：1/87,1/160、他。アメリカのウォルサーズなどのOEM製品も手がける。
STOPPEL KITS
航空機：1/72

### スウェーデン
マリボックス（Marivox）
航空機：1/48,1/72
パイロットレプリカ（PILOT REPLICAS）
航空機：1/48
タラングス（TARANGUS）
航空機：1/48,1/72

### フィンランド
フィンミルモデル（FinMilModels）
軍用車両：1/72

### ギリシャ
ガスパッチモデル（GasPatch models）
航空機：1/48

## 東ヨーロッパ

### ポーランド
5 STAR MODELS
軍用車両：1/35
ABC MODELFARB
航空機：1/72,1/144,1/200
エアロプロスト（Aero PLAST）
航空機：1/48,1/72、軍用車両：1/35、艦船：1/600、車：1/35
AGA
航空機：1/72、軍用車両：1/35,1/72、艦船：1/400,1/500
アンサーキット（answer kits）
航空機：1/48,1/72
アルマホビー / アロマホビー（ARMA HOBBY）
航空機：1/48,1/72
ASTRA MODEL
航空機：1/72,1/300
シムテック（CHEMATIC）
航空機：1/72、軍用車両：1/72
FIREFOX
航空機：1/72、他
FIRST TO FIGHT（FTF）
軍用車両：1/72
ヒットキット（Hit Kit）
航空機：1/72
ホビー2000（HOBBY 2000）
航空機：1/32,1/48,1/72、軍用車両：1/35,1/72
アルマホビーの別ブランド。
IBGモデルス（IBG MODELS）
航空機：1/32,1/72、軍用車両：1/35,1/72,1/76、艦船：1/700
INNEX MODEL
航空機：1/72、艦船：1/400
インテック（INTECH）
航空機：1/48,1/72
カラヤ（KARAYA）
航空機：1/48,1/72,1/144
マイクロ72（MIKRO 72）
航空機：1/72
ZTSプラスチックの別ブランド。
ミラージュ（MIRAGE HOBBY）
航空機：1/48,1/72、軍用車両：1/35,1/72、艦船：1/400
ミスタークラフト（MISTER CRAFT） / マスタークラフト（MASTER CRAFT）
航空機：1/48,1/72,1/125,1/144、軍用車両：1/18,1/35,1/72、艦船：1/180,1/270,1/400,1/500,1/600,1/700、車：1/24
パンテラ（PANTERA）
航空機：1/72
PIOモデルス（PIO models）
軍用車両：1/72
POLSKIE SZYBOWCE
航空機：1/72
PZW
航空機：1/72、艦船：1/600
RPM
航空機：1/72、軍用車両：1/35,1/72
SK MODEL
航空機：1/72、軍用車両：1/35
スポジニア（Spójnia）
航空機：1/48、軍用車両：1/35
Stankowski
航空機：1/72
テクモッド（Techmod）
航空機：1/48,1/72、軍用車両：1/35
Warrior Model
航空機：1/72
ZTSプラスチック（ZTS PLASTYK）
航空機：1/72,1/96,1/144,1/154、艦船：1/130,1/180,1/400,1/500

### チェコ
A.B.＆Kホビーキッツ（A.B.&K HOBBY KITS）
航空機：1/48
エアロティーム（AERO TEAM）
航空機：1/4（内装）,1/48,1/72
アドミラル（ADMIRAL）
航空機：1/48,1/72
AZモデルの別ブランド。
AMC（AMC models）
航空機：1/48,1/72、軍用車両：1/72
AML
航空機：1/48,1/72
アンタレス（Antares）
航空機：1/72
アタックホビー（ATTACK HOBBY KITS）
航空機：1/72,1/144、軍用車両：1/72
AVIモデル（AVI MODELS）
航空機：1/72
AZモデル（AZ MODEL）
航空機：1/48,1/72,1/144
アズール（AZUR）
航空機：1/32,1/48,1/72
MPMの別ブランド。フランスで使用された機体に特化している。
ビレク / ビレック（BÍLEK）
航空機：1/48,1/72、軍用車両：1/35
ブレンガン（BRENGUN）
航空機：1/48,1/72,1/144
チェコモデル（Czech Model）
航空機：1/48
CMK（CZECH MASTER'S KITS）
軍用車両：1/35
MPMの別ブランド。
コンドル（condor）
航空機：1/48,1/72
MPMの別ブランド。
エデュアルド（EDUARD）
航空機：1/32,1/48,1/72,1/144、軍用車両：1/35,1/72、艦船：1/350、車：1/72
エッチングパーツを中心としたディテールアップ用パーツの大手メーカーだが、1990年代後半から簡易インジェクションのキットも販売している。他社に先駆けて軽合金金型を採用した。
エルフモデル（ELF）
航空機：1/72
エクストラテック（EXTRATECH）
軍用車両：1/72
フラッシュバック（FLASHBACK）
航空機：1/48,1/72
フライ（Fly）
航空機：1/32,1/48,1/72,1/144
ガビア（GAVIA）
航空機：1/48,1/72
HGWモデルス（HGW MODELS）
航空機：1/32
HiPM（HiSTORIC PLASTIC MODELS）
航空機：1/48、軍用車両：1/35
HIPPO
航空機：1/48
HRモデル（HR model）
航空機：1/72
インフィニティモデルズ（INFINITY MODELS）
航空機：1/32
ガレージキットメーカーHpH社のプラモデル用ブランド。
JACH
航空機：1/72,1/144
KIT PRO
航空機：1/72
コラモデルス（KORA models）
航空機：1/48,1/72、軍用車両：1/35,1/72
KPモデルズ（KOVOZÁVODY PROSTĚJOV） / KOPRO
航空機：1/48,1/72
コボザボディ（KOVOZÁVODY SEMILY）
航空機：1/72、他
レガト（LEGATO）
航空機：1/48,1/72
現在はAZモデル傘下のブランドになっている。
LFモデル（LF MODELS）
航空機：1/48,1/72,1/144、軍用車両：1/35
マックディストリビューション（MAC DISTRIBUTION）
航空機：1/72、軍用車両：1/35,1/72,1/87
マークワンモデル（MARK I. models）
航空機：1/144,1/720
エムジーディーモデル（MGD MODELS）
航空機：1/48,1/72
ミニウイング（MINIWING）
航空機：1/144
Miroslav Němeček
航空機：1/72
モデルニュース（MODEL NEWS）
航空機：1/72
モンティシステム（MONTI SYSTEM / SEVA）
車：1/28,1/35,1/48,他
MPM
航空機：1/48,1/72
1990年に設立された大手の簡易インジェクションキットメーカー。軽合金金型採用後の製品は、通常のインジェクションキットと比べてほとんど遜色はない。現在では後述のスペシャルホビーに社名を改め、MPMはブランド名となっている。
MTS
航空機：1/48
オクトパス（Octopus）
航空機：1/72
パブラモデルスの別ブランド。
OEZ
航空機：1/48
パブラモデルス（Pavla Models）
航空機：1/72
プラスチックプラネット（PLASTIC PLANET）
航空機：1/48,1/72
プラスモデル（plusmodel）
航空機：1/72
プロフィライン（PROFILINE）
航空機：1/72、軍用車両：1/72
ストランスキーの別ブランド。
ライジングモデル（RISING MODELS）
航空機：1/72
R.Vエアクラフト（R.V.Aircraft）
航空機：1/72
RSモデル（RS MODELS）
航空機：1/48,1/72
セイバーキット（SABRE KITS）
航空機：1/48,1/72
SKPモデル（SKP models）
軍用車両：1/35
スムニェル / セマー（SMĚR）
航空機：1/48,1/72
スペシャルホビー（Special Hobby）
航空機：1/32,1/48,1/72、軍用車両：1/72、艦船：1/72
元はMPMの別ブランドで、2016年にMPMの社名自体がスペシャルホビーに変更された。ブランドとしては、MPMに比べレジンキャストパーツやエッチングパーツの使用頻度が高い。軍用車両は「Special Armour」、艦船は「Special Navy」のブランドを用いる。
ストランスキー（STRANSKY）
航空機：1/48,1/72,1/144
ソード（Sword）
航空機：1/72
バロム（VALOM）
航空機：1/48,1/72,1/144
ヴィスタ（VISTA）
航空機：1/72
ズリネック（ZLINEK）
航空機：1/72

### セルビア・モンテネグロ
YuMo
航空機：1/72

### ルーマニア
モデリズモ（MODELISM）
航空機：1/72、軍用車両：1/72
PARC models
航空機：1/72、軍用車両：1/35,1/72、宇宙機：1/144

## 旧ソビエト圏

### ウクライナ
A＆Aモデルズ（A&A MODELS）
航空機：1/48,1/72,1/144、軍用車両：1/72
モデルズビットの別ブランド。
ACE
航空機：1/72、軍用車両：1/48,1/72
AIMファンモデル（AIM FAN MODEL）
航空機：1/72、軍用車両：1/35
AMG（ARSENAL MODEL GROUP）
航空機：1/48,1/72,1/144,1/350、軍用車両：1/35,1/72、艦船：1/35
Aモデル（Amodel）
航空機：1/72,1/144、軍用車両：1/72
AMP
航空機：1/48,1/72,1/144、宇宙機：1/72、キャラクター：ヴィクトリー357
ミクロミルの別ブランド。
アモリー / アーモリー（Armory Models Group）
航空機：1/48,1/144、軍用車両：1/72,1/144
アートモデル（ART MODEL）
航空機：1/72
エイビス（AVIS）
航空機：1/32,1/48,1/72、艦船：1/35,1/144,1/350
バットプロジェクト（BAT PROJECT）
航空機：1/72
ビッグプレーンキット（BIG PLANES KITS / BPK）
航空機：1/72,1/144
チャイントイズ（CHINTOYS）
フィギュア：1/32,1/72
クリアープロップ（Clear Prop!）
航空機：1/48,1/72,1/144
コンドル（CONDOR）
航空機：1/72,1/288
Donetsk Toys Factory（Donetski Zavod Igrushek / DZI / ДФИ）
航空機：1/50,1/72,1/96,1/144、艦船：1/500、車：1/16
ドラウィングス（DORA WINGS）
航空機：1/32,1/48,1/72
イークラス（E-klass）
軍用車両：1/72
フォート（FORT）
軍用車両：1/35,1/72
ガルブーズモデル（Garbuz models）
軍用車両：1/72、艦船：1/72
ミクロミルの別ブランド。
GMUモデル（GMU Model）
軍用車両：1/48,1/72、艦船：1/35
GOLDEN AGE HOBBY KITS
航空機：1/72
オリンプモデルの別ブランド。
ICM
航空機：1/32,1/48,1/72,1/144、軍用車両：1/35,1/48,1/72、艦船：1/72,1/144,1/350、車：1/24,1/35、フィギュア：1/16,1/24,1/32,1/35,1/48
Interavia
航空機：1/72
IOM（IOM-Kit）
航空機：1/72
エイビスの別ブランド。
キット・ソルジャーズ（KIT-SOLDIERS）
フィギュア：1/32
KOMINTERN MODELS
軍用車両：1/72
リニアA（LINEAR-A）
フィギュア：1/72
リタキモデルキット（Litaki MODEL KIT）
航空機：1/72
マスターボックス（MASTER BOX）
軍用車両：1/35,1/72、フィギュア：1/24,1/35、キャラクター：宇宙の果ての奇妙な仲間シリーズ,Desert Battleシリーズ,Zombielandシリーズ,他
マーズフィギュア（MARS Figures）
フィギュア：1/32,1/72
マーズモデル（MARS MODELS）
航空機：1/48,1/72
ミクロミル（MIKROMIR）
航空機：1/32,1/48,1/72,1/144、軍用車両：1/48、艦船：1/35,1/144,1/350
ミリタリーホイール（MILITARY WHEELS）
軍用車両：1/35,1/72
ミニアート（MiniArt）
軍用車両：1/35、航空機：1/35、車：1/35、鉄道：1/35、建造物：1/35,1/72、フィギュア：1/16,1/35,1/72
モデルズビット（MODELSVIT）
航空機：1/48,1/72、艦船：1/144
オリンプモデル（OLIMP MODELS）
航空機：1/72
オメガK（OMEGA-K）
軍用車両：1/35,1/72
オリオン（ORION）
フィギュア：1/72
レッドボックスの別ブランド。
レッドボックス（RED BOX）
フィギュア：1/72、キャラクター：アライアンス
レスキット（RESKIT）
航空機：1/32,1/48
ローデン（RODEN）
航空機：1/32,1/48,1/72,1/144、軍用車両：1/35,1/72
ラッシュモデルキッツ（RUSH MODEL KITS）
航空機：1/144
SIGAモデル（SIGA model）
航空機：1/72、軍用車両：1/72
スケールウィングス（SKALE WINGS）
航空機：1/72
スキフ（SKIF）
軍用車両：1/35,1/72
スカイハイ（Sky-High）
航空機：1/72
Aモデルの別ブランド。
ソヴァ-M（SOVA-M）
航空機：1/48,1/72,1/144
トーコー / トコ（TOKO）
航空機：1/72,1/288、軍用車両：1/35
トライデントモデル（TRIDENT MODELS）
軍用車両：1/72
UKRAINE SDS
軍用車両：1/35
ウルティマラティオ（ULTIMA RATIO）
フィギュア：1/72
UMミリタリーテクニクス（UM military technics / UMmt）
軍用車両：1/72、火砲：1/35,1/72
ユニモデル（UNIMODEL / UM）
航空機：1/48,1/72、軍用車両：1/35,1/48,1/72
ウィングジーキット（Wingsy Kits）
航空機：1/48
X-スケールモデルズ（X-SCALE Models）
航空機：1/144
ZVモデル（ZV MODELS）
軍用車両：1/72
ZZモデル（ZZ Excluziv Modell）
軍用車両：1/35,1/72,1/87、レーダー：1/72

### ロシア
アランゲル（ALANGER）
航空機：1/48,1/72、軍用車両：1/35
アランホビー（ALAN HOBBY）
軍用車両：1/35
ALFA
航空機：1/72
アペックス（APEX）
航空機：1/72、宇宙機：1/144
アークモデルズ（ARK MODELS）
航空機：1/48,1/72、軍用車両：1/35、艦船：1/400,1/500,他
AVD MODELS
軍用車両：1/43,1/72、車：1/43,1/72、鉄道：1/43
ベールクト（БЕРКУТ / BERKUT）
航空機：1/72
コペラティーヴァ（COOPERATIVA）
航空機：1/72、軍用車両：1/35,1/72
ダコプラスト（DAKo plast）
航空機：1/72
イースタン・エクスプレス（EASTERN EXPRESS）
航空機：1/72,1/96,1/144,1/288、軍用車両：1/35,1/72、艦船：1/350,1/400
フラッグマン（FLAGMAN）
艦船：1/350
グラン（GRAN Ltd.）
航空機：1/72、軍用車両：1/72
НОВИНКА
航空機：1/72
iDKモデル（iDK models）
軍用車両：1/35
IKAR（ИKAP）
航空機：1/72
INTERUS
軍用車両：1/35
Krugozor（Кругозор）
航空機：1/40,1/48,1/50,1/72,1/100,1/120,1/150,1/154
マケット（MAQUETTE）
航空機：1/72、軍用車両：1/35
M-AVIA（AVIA）
航空機：1/72
MM
軍用車両：1/35
MGD（Model Group Dnieper） / KOMINTERN MODELS
軍用車両：1/35,1/72、航空機：1/72
モデリースト（МОДЕЛИСТ / MODELIST）
航空機：1/48,1/72、軍用車両：1/35,1/48,1/72、艦船：1/62,1/72,1/100,1/120,1/144,1/150,1/185,1/200,1/300,1/350,1/400,1/500,1/700、車：1/24,1/43
マイクロスケールデザイン（MICRO SCALE DESIGN / MSD）
航空機：1/48,1/72、軍用車両：1/35、艦船：1/400、宇宙機：1/144
ND PLAY
科学工作：Конструктор
オゴネク（ОГОНЕК / OGONEK）
航空機：1/50,1/72、軍用車両：1/30,1/35、艦船：1/72,1/96,1/185,1/200,1/325,1/400,1/500、宇宙機：1/30
OKB-144
航空機：1/144
PTI（Политехника / Politechnika）
航空機：1/72、軍用車両：1/35、艦船：1/400
レッドアイアンモデルズ（RED IRON MODELS）
宇宙機：1/35
レッドハリケーン（Red Hurricane）
航空機：1/72
レッドウイングス（RED WINGS）
航空機：1/72
SCALE（СКЕЙЛ）
軍用車両：1/35
SKARABEY（СКАРАБЕЙ）
航空機：1/72
サウスフロント（SOUTH FRONT / SF）
航空機：1/48,1/72
STCスタート（НПФ СТАРТ / STC START）
軍用車両：1/35、宇宙機：1/288
STREAM（СТРИМ）
航空機：1/72
ストレレッツ-R（STRELETS-R）
火砲：1/72、フィギュア：1/72
VASO（ВАСО）
航空機：1/144
VES（ВЭС）
航空機：1/72
VM
軍用車両：1/35
ズベズタ（ЗВЕЗДА / ZVEZDA）
航空機：1/48,1/72,1/144,1/200、軍用車両：1/35,1/72,1/100、艦船：1/72,1/100,1/350,1/700,他、フィギュア：1/35,1/72,ノンスケール（28mm）、キャラクター：スター・ウォーズ,カーズ,プレーンズ

### ベラルーシ
エルフプロダクション（elf PRODUCTION）
オプションパーツ：1/35,1/48,/1/72
Mir（Мир） / Korpak（Корпак）
航空機：1/72、軍用車両：1/87、艦船：1/500
PST（ПСТ）
軍用車両：1/72、車：1/72
ゼブラーノ（zebrano）
軍用車両：1/72、車：1/72

### モルドバ
AER
航空機：1/72、軍用車両：1/35,1/72、艦船：1/400、宇宙機：1/144
UNDA
航空機：1/72

### ラトビア
コッパーステートモデル（Copper State Model / CSM）
航空機：1/32、軍用車両：1/35,1/72
ナコトネ（NAKOTNE）
航空機：1/72
ノーススターモデル（North Star Models）
軍用車両：1/35,他

### ウズベキスタン
Tashigrushka（Ташигрушка）
航空機：1/72,1/96